# Roman Choukhevytch
Roman Iosypovytch Choukhevytch (en ukrainien : Роман Йосипович Шухевич ; en polonais : Roman Szuchewycz), dit Taras ou Tchouprine, né le 17 juillet 1907 à Krakovets près de Yavoriv en royaume de Galicie et de Lodomérie et mort le 5 mars 1950 à Bilohorcha (uk), faubourg de Lviv, est une figure majeure du nationalisme ukrainien.
Complice d'un assassinat politique, entré à dix-neuf ans dans la clandestinité, il organise et participe au début des années 1930 aux attentats séparatistes que l'UVO mène sur le territoire de ce qui fut la Ruthénie annexé à la fin de la guerre soviéto-polonaise par la Pologne. Sous une couverture civile avec le soutien de l'Allemagne nazie puis sous l'uniforme de la Wehrmacht à la tête du bataillon Nachtigall et enfin dans le maquis, après avoir déserté la Schutzmannschaft, il conduit de 1937 jusqu'à sa mort l'action militaire de quelque vingt mille à deux cent mille insurgés de l'OUN contre les autorités polonaises, puis de l'UHVR (en) contre l'occupation soviétique. Il fait assassiner des dizaines de milliers de civils polonais et juifs.

## Biographie

### Une jeunesse galicienne

#### L'idéal national en héritage (1907-1926)

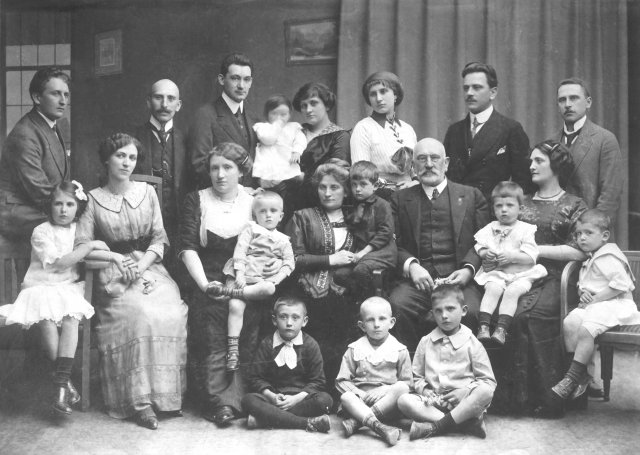
Photographie de famille en 1913 ou 14. Roman Choukhevytch est assis au milieu, au pied de son grand père paternel, qui mourra en 1915. Son père est debout, le deuxième à gauche. Sa mère, assise, la deuxième à gauche.

Roman Choukhevytch nait sujet autrichien dans la vice régence de Galicie. C'est le petit fils de Vladimir Choukhevych (en), un professeur de Lemberg, investi dans l'action sociale au sein de l'Église grecque-catholique ukrainienne et passionné d'anthropologie ukrainienne. Il est l'aîné d'une sœur et un frère. Sa mère, Eugénie Stotzka, est la fille très pieuse d'un pasteur. Son père, Zénon Joseph, avocat, est nommé commissaire politique de Krakovets durant la guerre polono-ukrainienne. Il héberge en 1921 et 1922 le chef de l'Organisation militaire ukrainienne (UVO), Eugène Konovalets. Promu juge par le gouvernement de la République populaire d'Ukraine occidentale, en exil à Vienne depuis avril 1920, il installe sa famille à Lwów, 18 rue Kosanersky, alors même que seule l'administration de la deuxième république de Pologne y est reconnue par le Haut Conseil de la Conférence de paix de Paris depuis le 21 novembre 1919.
Le 14 mars 1923, la Société des Nations entérine l'annexion de l'Ukraine occidentale par la Pologne. Roman Choukhevytch a seize ans et s'engage dans l'UVO clandestine. Trois ans plus tard, le 19 octobre 1926, il participe avec un complice, Bohdan Pidhaïny (uk), à l'assassinat du recteur de l'université de Lwów, Stanislas Sobinski (pl), accusé de poloniser l'instruction publique.
Entré à dix-sept ans à l'École polytechnique, où l'enseignement se fait en ukrainien alors qu'à l'Université il l'est en polonais, il y poursuit à la rentrée 1926 des études supérieures et y obtiendra un diplôme d'ingénieur en génie civil huit ans plus tard, en juin 1934. Athlète plusieurs fois médaillé, il étudie piano et chant à l'Institut de musique Lysenko avec son frère, ce qui les amène quelquefois sur la scène de l'opéra de la ville.

#### Des confréries plastiennes à l'insoumission (1927-1930)

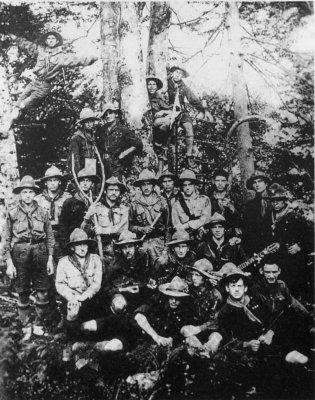
Camp dans les Carpates durant l'été 1926 des éclaireurs de la « grande troupe des diables de la forêt ». Roman Choukhevytch est au milieu du deuxième rang.

Membre des éclaireurs de la grande troupe des Diables de la forêt au sein des confréries (tel l'ordre de l’Éperon de fer) du mouvement Plast, il fonde en 1927 sa propre meute, les Tchornomorsky (Чорноморські), à laquelle participe Stepan Bandera.
En février 1929, l'UVO adhère à la nouvelle organisation politique qu'Eugène Konovalets en exil fonde à Vienne, l'OUN, Organisation des nationalistes ukrainiens, qui réunit plusieurs associations de jeunesses ukrainiennes, et Roman Choukhevytch en devient le représentant pour la Galicie. Appelé au service militaire dans l'armée polonaise cette même année 1929, il est fiché comme suspect et le grade d'officier lui est refusé. Il déserte pour compléter une formation d'artilleur au sein de l'UVO clandestine dans les forêts de Volhynie à l'est de la ligne Curzon.
À la suite des élections de mai 1930 défavorables aux députés de la Coalition sans parti de soutien au gouvernement (pl), des manifestations du centre gauche et du coup d'état du 14 mai conduit par le ministre de la défense Joseph Pilsudski, le gouvernement d'« assainissement » du président Ignacy Mościcki interdit le scoutisme ukrainien (en) en Ruthénie comme il l'avait été en Volhynie en 1928. Des camps d'été avaient déjà été organisés de l'autre côté de la frontière en Ukraine carpathique sous l'égide du Junak (cs), l'association scoute de Tchécoslovaquie, mais le décret pousse un peu plus la jeunesse ukrainienne à la clandestinité.
En 1930, Roman Choukhevytch épouse Nathalie (13 mars 1910-28 février 2002), fille du pasteur du village de Letsivka, à l'ouest d'Ivano-Frankivsk, et sœur de son compagnon d'armes Georges Miroslav Bérézinsky (uk). Il en aura un garçon et une fille.

#### Campagnes terroristes contre les autorités polonaises (1930-1934)

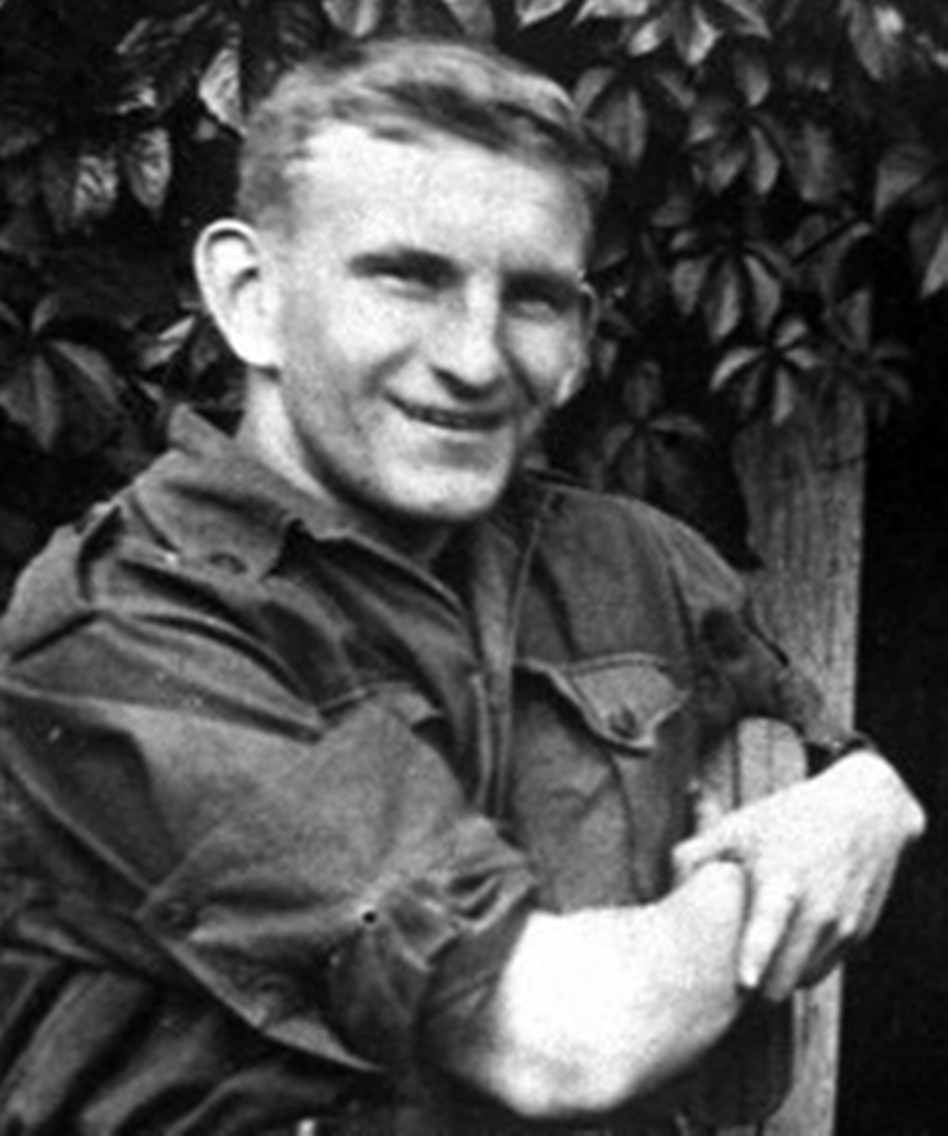
Roman Choukhevytch en 1930 durant sa première clandestinité en Volhynie.

Désormais clandestin, Roman Choukhevytch est choisi pour être adjoint du conseil militaire de l'OUN. Sous le pseudonyme de « Le glas » (Dzvin), qui se trouve avoir été aussi le titre de l'organe de presse de l'USDRP, il dirige en Galicie à partir du 12 juillet 1930 une campagne de sabotage des chemins de fer, routes et centraux téléphoniques. Quelque deux mille deux cents actes seront recensés. Les attentats visent également les propriétés des osadniks, qui sont des vétérans de l'armée polonaise reconvertis en colons, mais aussi celles d'ukrainiens collaborateurs.
Leur objectif est de provoquer dans le Kresy, la Pologne frontalière, une politique de répression qui rallie les nationalistes ruthènes modérés à la cause séparatiste. Effectivement, le ministre de l'Intérieur polonais Bronisław Pieracki riposte le 10 septembre en arrêtant quatre députés de l'Alliance démocratique nationale ukrainienne. Le 20 septembre commencent plusieurs semaines de « pacification de la Galicie orientale (en) », opération policière et militaire de délation et de fouilles ponctuée de violences sur les biens et les personnes.
En 1931, son premier enfant, Martusia, meurt en bas âge et sa femme retourne vivre chez ses parents. Un divorce est prononcé pour la sécurité de celle-ci et celle de leurs futurs enfants.

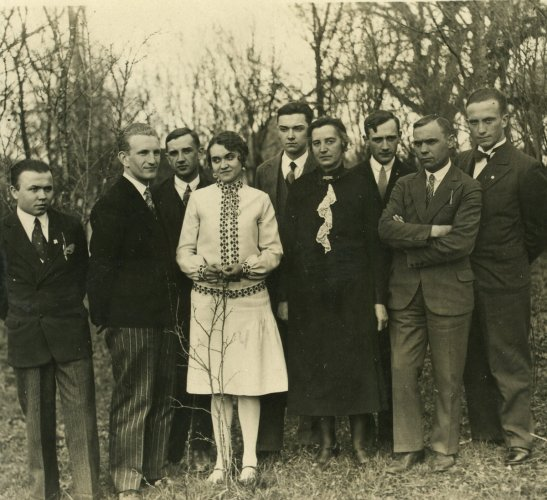
En 1930, Roman Choukhevytch, en pantalon rayé, sa femme Nathalie, sa belle mère et, avant-dernier à droite, son beau frère Georges Bérézinsky, qu'il exécutera au cours d'un braquage raté.

Roman Choukhevytch, pour pouvoir continuer l'action terroriste, organise des braquages de banques et de trains, participant lui-même le 30 novembre 1932 à celui de la poste de Gródek Jagielloński au cours duquel, blessé, son beau-frère, Georges Bérézinsky, est exécuté pour ne pas être pris par l'ennemi.
Il orchestre plusieurs assassinats politiques :
- le 29 août 1931, celui, commis par Dmitro Danilichine (uk) et Wasyl Biłas (uk), du journaliste prométhéiste Tadeusz Hołówko (pl)[14], député polonais proche de Józef Piłsudski et favorable, par nationalisme anti russe, à une autonomie de la Galicie orientale,
- le 22 mars 1932, celui du commissaire de police (pl) Czechowski, auquel participe son beau frère,
- le 21 octobre 1933, celui, commis par Mykoła Łemyk (uk), du consul russe à Lwów, mais c'est le secrétaire de ce dernier, Alexeï Maïloff, qui est tué[16],
- le 15 juin 1934, celui, commis par Grégoire Matziéko (uk), du ministre de l'Intérieur polonais, Bronisław Pieracki[17], celui-là même qui avait interdit en 1930 le scoutisme Plast en Galicie.

Entre deux attentats, tout en veillant à échapper à la surveillance policière, il retrouve sa femme, malgré la tragédie qu'a été l'exécution de son beau-frère, et son fils Georges Dieudonné (Youriy (uk)), prénommé ainsi en hommage au défunt, naît le 28 mars 1933.

#### Prisons (1934-1936)

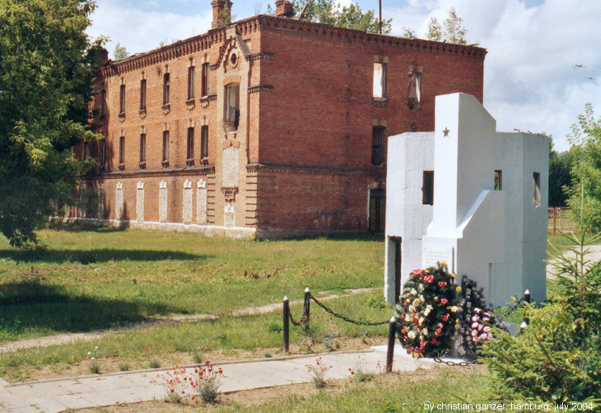
aujourd'hui. Roman Choukhevytch y a été détenu cinq mois.

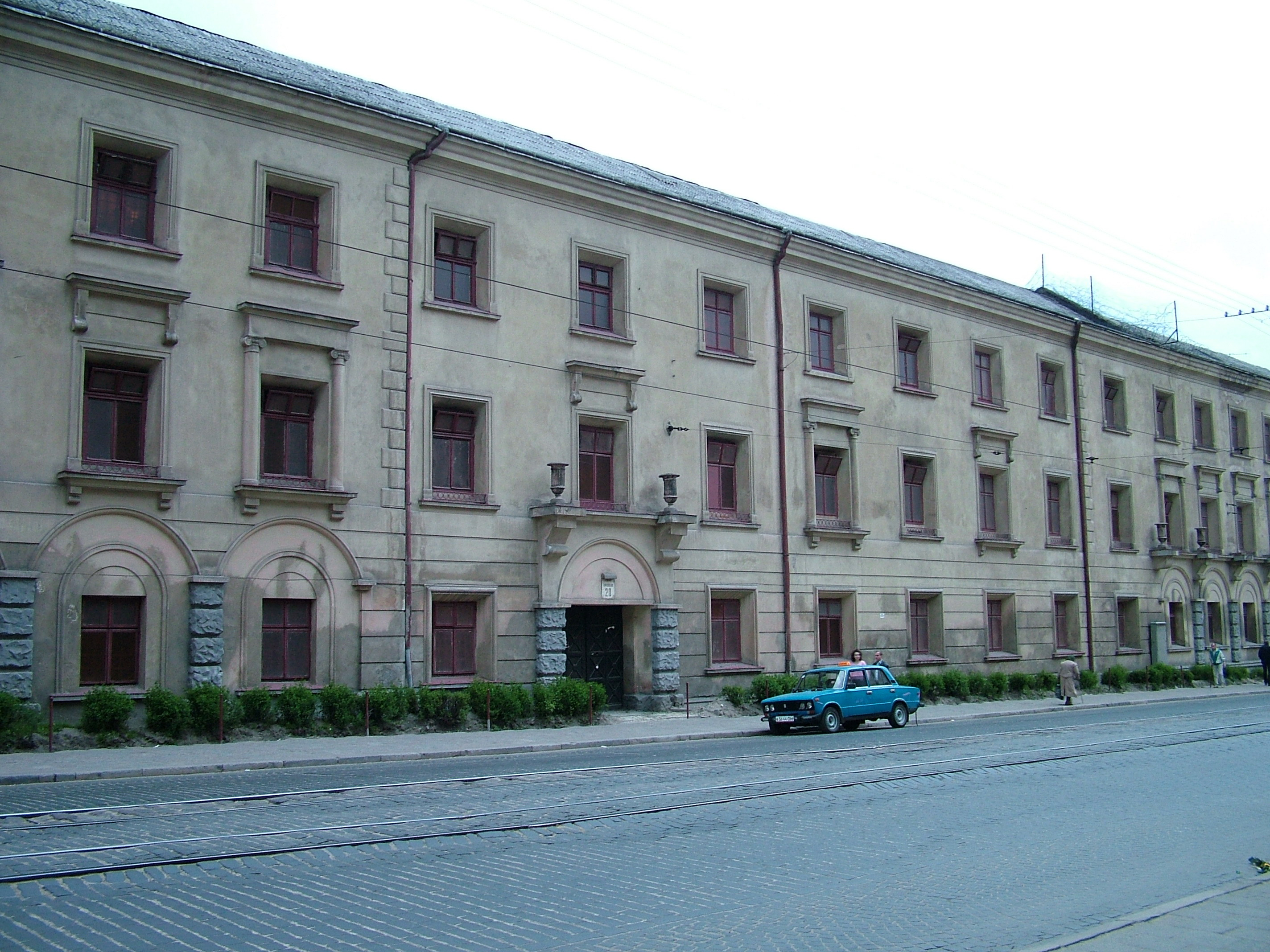
La prison Sainte-Brigitte, ancien couvent de brigittines de la rue Kazimierzów à Lviv, où Roman Choukhevytch effectue en 1936 une peine d'une année d'incarcération. C'est là que le 30 juin 1941 il découvrira les cadavres entassés des opposants au NKVD.

À la suite de l'assassinat du ministre de l'Intérieur, Roman Choukhevytch est caché avec femme et enfant par le père Mitchak, prêtre uniate, dans le presbytère de Bilitch, village à l'écart de Staryï Sambir. Il est arrêté le 18 juillet 1934 ainsi que Mykola Lebed, livré par la Gestapo au cours de sa fuite à Dantzig, et Yaroslav Stetsko. Il est interné à Bereza Kartuska (en), centre de rétention extra judiciaire de la chartreuse de Biaroza, qui est du ressort du gouverneur sanatiste (en) de Polésie et ancien légionnaire Wacław Kostek-Biernacki (en). Roman Choukhevytch y organise un groupe de self defense. Faute de charges, il est libéré en décembre 1934.
Appelé à témoigner au procès de Yaroslav Stetsko qui se tient à Varsovie du 18 novembre 1935 au 13 janvier 1936, il est mis à l'amende par le juge du tribunal pour avoir réclamé de pouvoir s'exprimer en ukrainien et crier en pleine séance « Gloire à l'Ukraine ». Il est incarcéré le 19 janvier 1936 à la prison Sainte-Brigitte (pl) de Lwów et poursuivi pour son activisme. Malgré la défense assurée par son oncle Etienne Choukhevytch (en), il est condamné à quatre ans de prison. Sa femme lui rend régulièrement visite à Sainte Brigitte (pl). Une amnistie réduit sa peine à deux ans et, compte tenu de la peine préventive effectuée, le libère au début de l'année 1937.

### Publicitaire et agent de l'Abwehr (1937-1940)

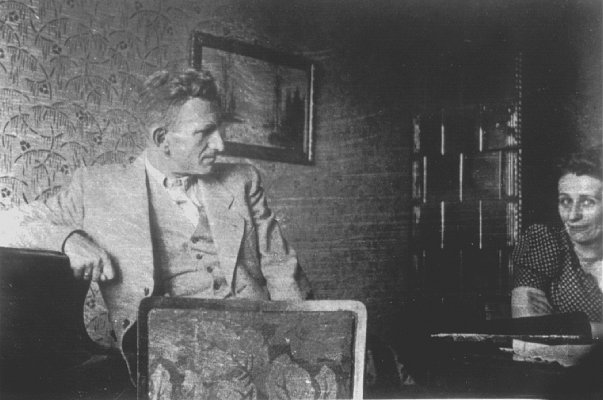
Roman Choukhevytch, patron de l'agence Fama en 1938 avec sa sœur Nathalie, cadette de quinze ans. Deux ans plus tard, elle sera arrêtée par le NKVD et condamnée à dix ans d'internement puis cinq de goulag à Boutirky dans l'Oural et dix autres d'exil au Djamboul.

#### La couverture de l'agenceFama(1937)
En mars 1937, Roman Choukhevytch fonde une agence de publicité, Fama, qui devient la première de Galicie, où l'industrie prospère, en particulier grâce au pétrole extrait et raffiné à Drohobytch. La firme remporte des marchés pour les eaux minérales, multiplie les filiales. Elle sert de couverture aux membres de l'UVO.

#### Agent de liaison du sitch des Carpathes (1938)
Parallèlement, avec le soutien de l'Abwehr, il fait convoyer, caché sous le nom de guerre « Le brochet » (Щука), des fonds secrets au gouvernement de l'Ukraine carpathique devenue autonome le 11 octobre 1938. Pour préparer l'indépendance de celle-ci, il organise en décembre avec son ami Georges Lopatinsky (uk) un groupe paramilitaire, le sitch des Carpathes (uk), dans la capitale même de la Transcarpathie, Khoust. Sous le commandement de Dmitro Klimepouche (uk), les cinq garnisons permanentes du sitch s'emploient à des opérations de soutien à la police, de propagande artistique et de chasse aux « Juifs et russophiles (ru) ».
Roman Choukhevytch reçoit aussi quelques soutiens du MI6.

#### La petite guerre et l'opération Himmler (mars-août 1939)
Le 13 mars 1939, décidé depuis janvier à rompre avec un gouvernement autonome fondamentalement tchécoslovaque, il s'empare avec ses hommes des armes de la gendarmerie de la ville. Le lendemain, il échoue à assaillir les casernes de la région. Le 15 mars, alors que l'Allemagne pénètre en Bohême et Moravie et que le Soïm (uk) proclame l'indépendance, il est face à l'invasion hongroise qui se traduit très vite par l'occupation militaire du sud de la Slovaquie par la Hongrie. L'opération, bien différente de la guérilla, est un fiasco. Sa seule unité d'état-major, à Khoust, perd onze combattants et cinquante-et-un sont faits prisonniers.
Replié en Roumanie, il rejoint à travers la Yougoslavie le siège de l'OUN, à Vienne, d'où il est envoyé à Dantzig préparer pour le compte de l'Allemagne nazie l'invasion du corridor de Dantzig.

#### La préparation de l'opération Barbarossa (septembre 1939 - janvier 1941)
La Pologne envahie, la Galicie orientale est abandonnée, selon les termes du Pacte germano-soviétique, à la République socialiste soviétique d'Ukraine. Dès la fin du siège de Lwów le 20 septembre 1939 commencent les persécutions contre la religion. Roman Choukhevytch est installé avec sa famille à Cracovie au cours de l'automne pour organiser la liaison à travers la frontière entre l'Abwehr et l'OUN que dirige Andriy Melnyk et pour livrer des armes à celui-ci.
En février 1940, il est du bord de Stepan Bandera quand celui-ci entre en dissidence d'avec Andriy Melnyk et prend la tête d'une faction révolutionnaire de l'Organisation des nationalistes ukrainiens. Plus radical et rapidement devenu majoritaire, le mouvement est désormais nommé OUN-Bandera ou OUN-b par opposition à l'OUN-Melnyk ou OUN-m.
À Cracovie, 22 rue Verte (Зеленій), il aura connu deux uniques années de vie conjugale et sa fille Marie y nait le 16 octobre 1940 mais à  Lviv, sa sœur, comme beaucoup d'étudiants de l'université de Lvov devenue un foyer de la résistance nationaliste l'ont été à partir de septembre, est arrêtée par des agents du NKVD et condamnée à dix ans de prison.

### Chef de l'éphémère bataillon Nachtigall (février 1941 - août 1941)

#### Officier dans la Légion ukrainienne de la Wehrmacht
Le 25 février 1941, à la suite de tractations avec le chef de l'Abwehr Wilhelm Canaris, Stepan Bandera reçoit au nom de l'OUN la promesse de deux millions et demi de marks pour former le corps de la future armée de l'Ukraine indépendante et délègue à Roman Choukhevytch le commandement d'une des trois unités de la Légion ukrainienne. Comparable aux autres Légions de l'Est, cette légion étrangère, composée de quelque huit cents hiwis ukrainiens guidés par un aumônier uniate et engagés par contrat pour une année, est créée ad hoc pour infiltrer les lignes soviétiques. Sa formation est confiée à un lieutenant de réserve promu Kommandeur, Hans-Albrecht Herzner (de). C'est une des unités du régiment école Brandebourg, qui regroupe alors tous les commandos de la Wehrmacht. Presque tous les documents la concernant ont été détruits.
Le 8 mai, la somme convenue versée, l'unité de Roman Choukhevytch devient, sous le contrôle d'un officier de liaison, le futur ministre des réfugiés de Konrad Adenauer et membre de la CDU Theodor Oberländer, le bataillon Nachtigall, jumeau du bataillon Roland basé en Autriche. Ce nom de rossignol a été choisi, peut être par une ironie méprisante pour les Slaves qualifiés de « sous hommes », en référence aux chants grandioses de ses soldats. Durant l'hiver, l'entrainement au camp de Liegnitz en Silésie a en effet été émaillé d'incidents entre soldats ukrainiens et sous-officiers allemands. Le Kommandeur Hans-Albrecht Herzner (de) est dans des conditions restées obscures mortellement blessé dans le dos. Roman Choukhevytch a sous ses ordres un représentant de la lignée des comtes de Thoune, le commandant de compagnie Erwein von Thun und Hohenstein (de).

#### La «libération» de Lemberg (18-30 juin 1941)
Parti le 18 juin de Rzeszów, le bataillon franchit avec le Groupe d'armées Sud la frontière sur la rivière San le 22 et, sept jours après le déclenchement de l'opération Barbarossa, arrive à huit kilomètres de  Lviv en ayant laissé au sud Prèmisle, qui ne sera assaillie que le 1er juillet. Pressé par des rumeurs de massacres, il part reconquérir la ville, où seulement quinze pour cent de la population est ukrainienne, au chant célébrant la résistance de Kamenets-Podolski à l'invasion ottomane.
Le bataillon entre au cours de la dernière partie de la nuit du 29 juin dans la place abandonnée par l'Armée rouge. Son premier objectif est de s'emparer de l'émetteur radio. La 1re division de montagne du 49e corps d'armée arrive aux premières heures du 30, Rivne au nord est, cent cinquante kilomètres à l'intérieur du territoire soviétique sur la pénétrante principale, ayant été conquise par la 1re Panzer Armee deux jours plus tôt dans les suites de la bataille de Doubno.
Avant d'évacuer la ville, le NKVD avait déporté environ vingt mille Ukrainiens, dont les sœurs de Stepan Bandera. Plus de quatre mille prisonniers polonais et ukrainiens qui avaient vingt-deux mois plus tôt résisté au siège de Lwów, dont le père de Stepan Bandera, ont été torturés et exécutés dans les trois prisons de la ville. Plus de la moitié des corps a été entassée dans les cellules avant de les incendier, opération de dissimulation qui n'a pas pu être achevée.
Le jeune frère de Roman Choukhevytch, ingénieur en géodésie, a été tué par le NKVD l'avant-veille avec ceux qui, à la suite du bombardement conduit le 22 juin par la Luftwaffe, ont tenté le 25 juin un soulèvement.

#### L'organisation du pogrom (journée du 30 juin 1941)

Brassard utilisé.

En représailles, deux pogroms seront déclenchés, le 30 juin et le 25 juillet, Roman Choukhevytch étant présent jusqu'au 6 juillet inclus. Sans discontinuer durant quatre semaines, quatre mille personnes seront tuées.
Le 30 juin, ce sont les hommes du bataillon Nachtigall, qui rassemblent un demi millier de Juifs, qu'ils ont arrêtés dans la rue à des barrages de contrôle ou à domicile. Ils sont aidés par des civils portant un brassard, qui seront organisés ultérieurement, le 1er août, en un corps de police auxillaire, l'UP. Les personnes arrêtées sont réquisitionnées pour porter les cadavres hors des cellules,. Une fois le travail accompli, elles subissent le supplice de la course des piques. Sur ordre d'un officier, elles sont battues à mort entre deux rangs de baïonnettes ukrainiennes.
Le même jour, un millier de Juifs est livré aux injures et aux coups d'une foule qui couvre de fleurs les soldats allemands en acclamant Hitler et Bandera. La participation de la population et l'enthousiasme des participants sont surveillés, ce qui traduit une politique calculée de terreur. L'autorité abolit les ultimes freins de la conscience individuelle que sont les règles morales en manipulant et confondant victimes et bourreaux. La foule est invitée impérieusement à une manifestation festive qui culmine par un massacre.

#### Auxiliaire du massacre de Lemberg (1er- 6 juillet 1941)
Sept mille arrestations sont conduites systématiquement dans les semaines suivantes à partir de listes préparées de longue date par le SD. Jusqu'à son départ vers l'est pour Ternopil le 7 au matin, le bataillon Nachtigall, jusque-là principalement affecté à la garde de marchandises, participe à ces arrestations. Environ trois mille des personnes interpellées seront exécutées dans le stade municipal.
Dans la nuit du 3 juillet, commence le « massacre des professeurs de Lemberg ». Vingt-cinq des cent soixante professeurs d'université polonais, parce qu'ils enseignent en polonais, parce qu'ils sont juifs ou parce qu'ils sont des opposants, sont arrêtés par la Gestapo à partir de listes qui avaient été établies par Roman Choukhevytch, Stepan Bandera et Yaroslav Stetsko à partir des indications d'étudiants nationalistes. Ils sont fusillés par un commando de sept cents hommes de l'Einsatzgruppe C que dirige Otto Rasch et qui opère simultanément à Ternopil. Parmi les victimes, d'éminents représentants de l'école polonaise de logique. Dix-neuf autres personnes, certains membres de la famille, parfois seulement de l'entourage, suivront dans le mois.

Quelques victimes des représailles
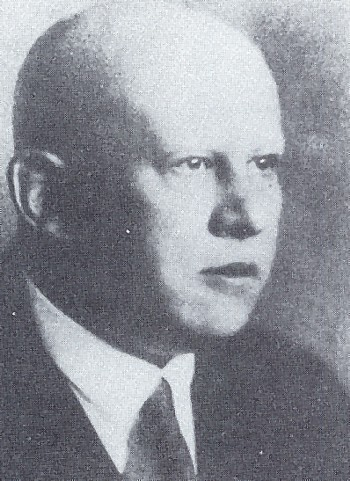
Włodzimierz Stożek, doyen de la faculté de mathématiques de l'École polytechnique.
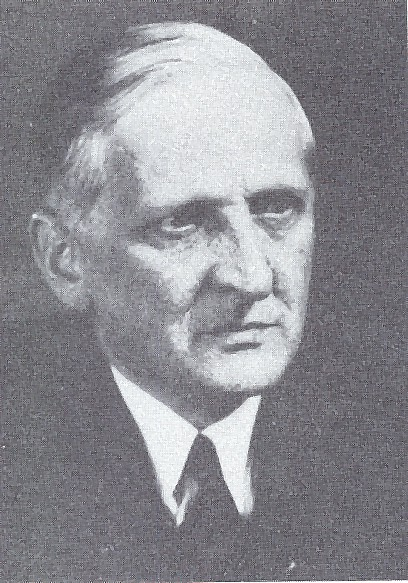
Antoni Łomnicki, directeur de la célèbre École mathématique de Lemberg.
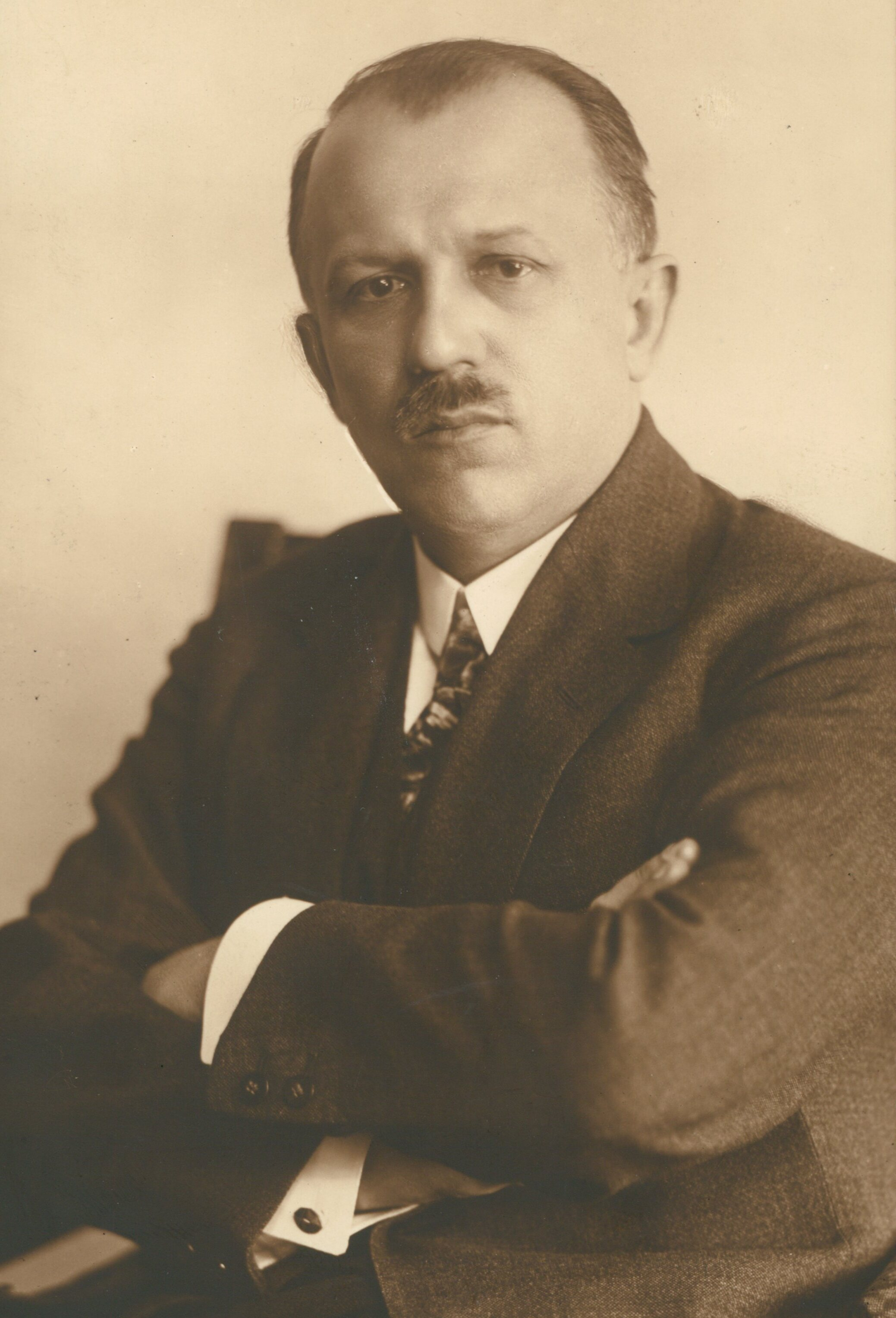
Kazimierz Bartel, ancien premier ministre, président du Département de géométrie, arrêté le 2 juillet et gardé par des hommes de l'UP[39], exécuté le 26 sur ordre de Himmler.
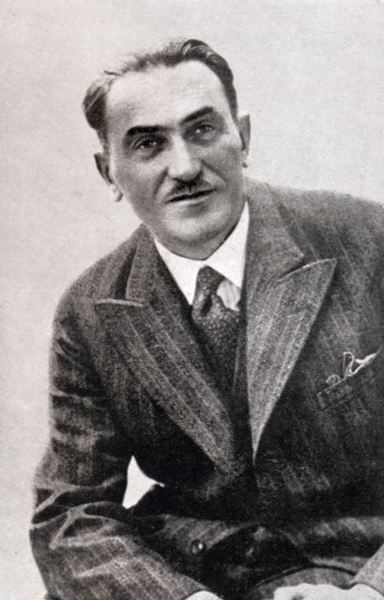
Tadeusz Boy-Żeleński, médecin et promoteur de la contraception qui avait salué par voie de presse l'adhésion de l'Ukraine occidentale à l'URSS.
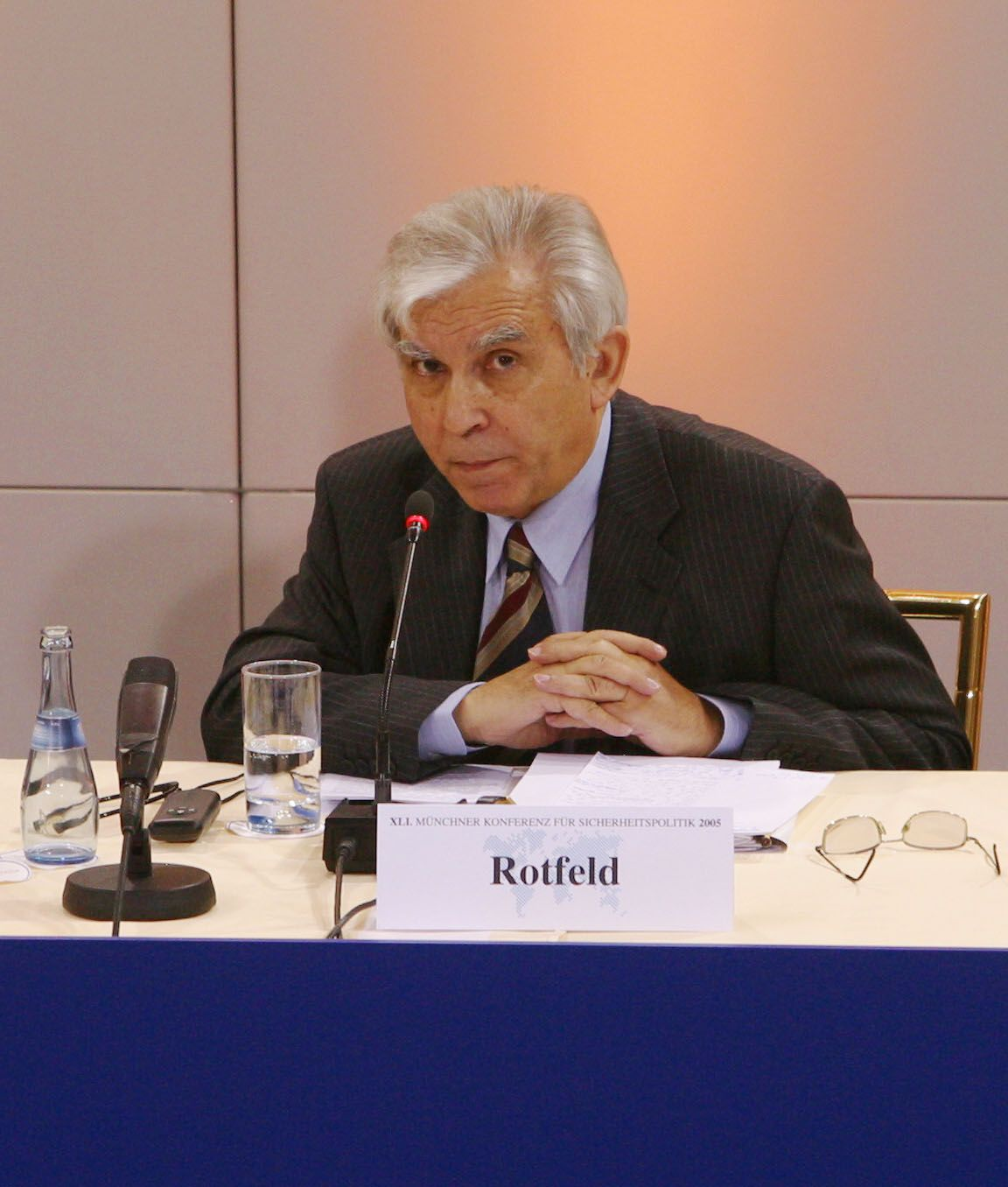
Adam Daniel Rotfeld, ici en 2005, caché par le bienheureux higoumène studite Clément Szeptitsky.
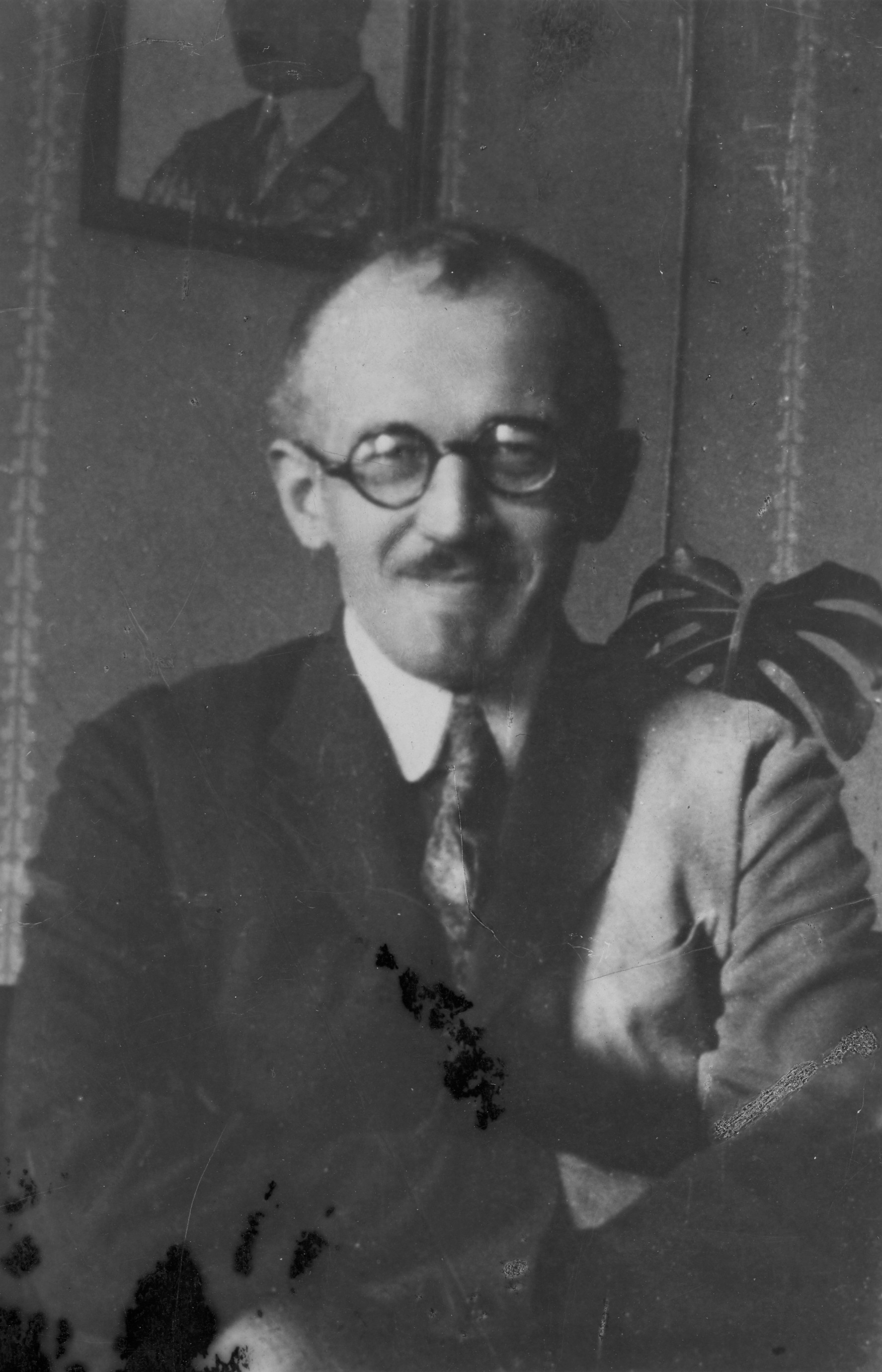
Kazimierz Vetulani, maître de conférences en génie mécanique depuis 1938, promu professeur quelques mois avant sa mort par le gouvernement soviétique, fusillé la nuit du 3 juillet, alors que son demi frère Adam s'était battu dans la 2e D.I. polonaise à Damprichard sur la ligne Maginot. La Gestapo brûlera ses écrits.
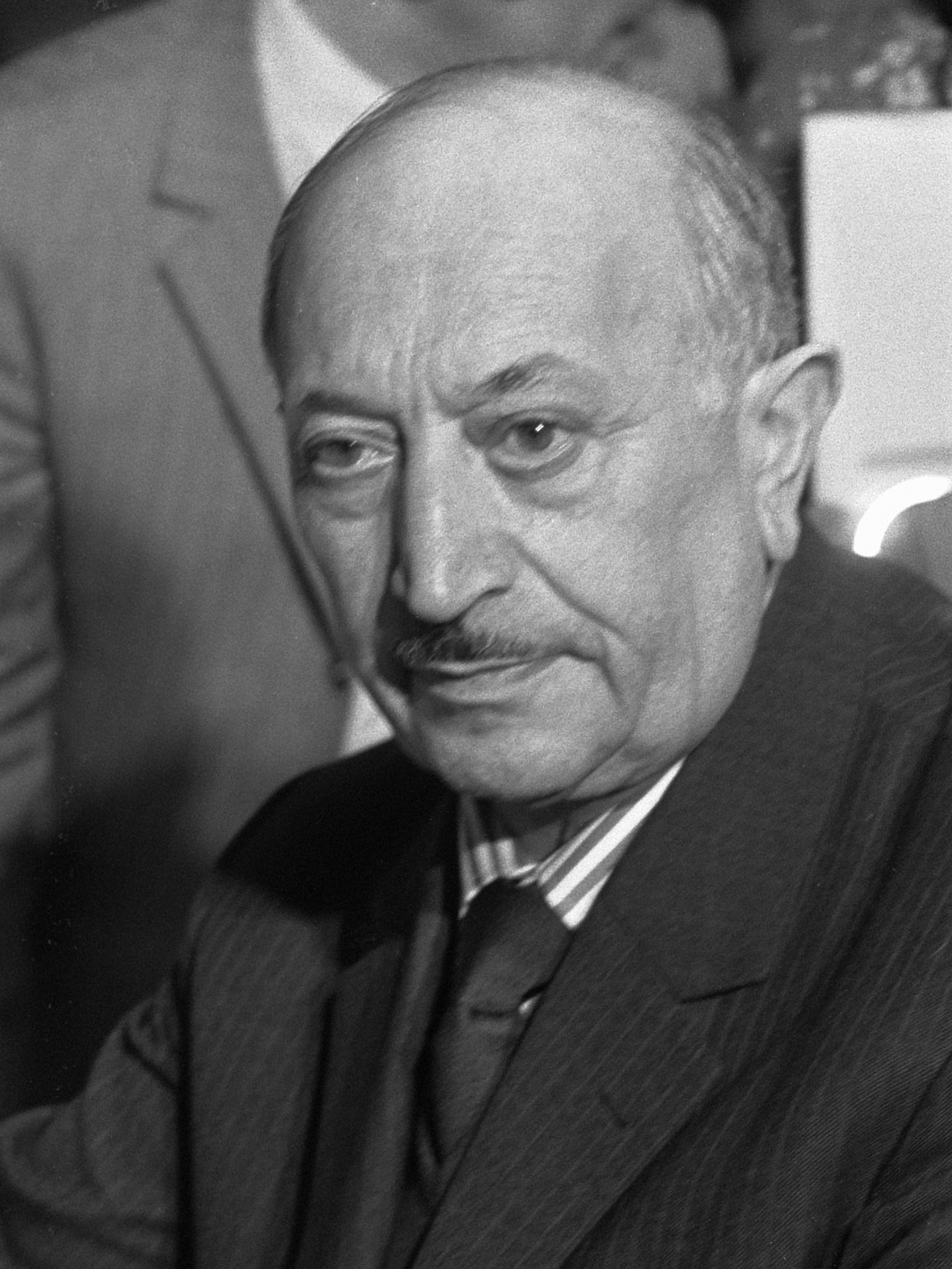
Simon Wiesenthal, ici en 1973, alors architecte de trente deux ans, arrêté le 6 juillet[40] par des hommes de Nachtigall[36], sauvé in extremis par l'un d'eux, ancien collègue[40], du peloton d'exécution au moment où l'angélus de midi sonne la pause.
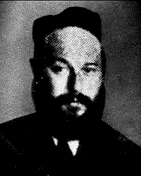
Abraham Friedman, rabbin de Lemberg de la lignée hassidique des Boyan[41].

#### La défiance de l'Allemagne

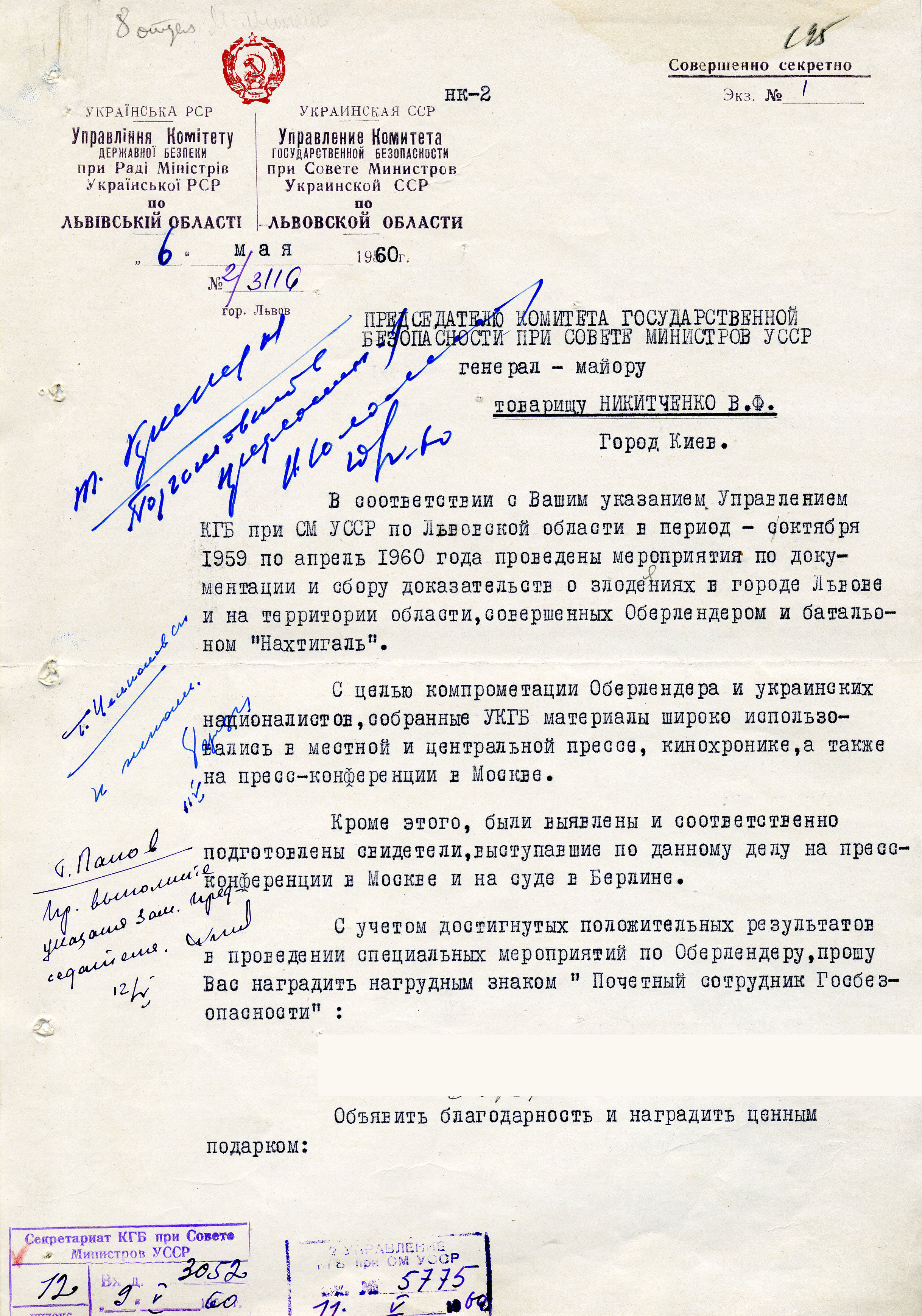
Document du KGB sur les actions de Nachtigall d'octobre 1959 à avril 1960. Les crimes, tus à Nuremberg, ne seront soupçonnés qu'à partir de l'affaire Oberländer.

Stepan Bandera et Yaroslav Stetsko ont signé ce même 30 juin une déclaration d'indépendance de l'Ukraine dans la « collaboration étroite avec la grande Allemagne nationale-socialiste sous la direction de son chef Adolf Hitler ». Roman Choukhevytch en est nommé vice ministre de la défense au côté du chef de l'UNR en exil, Vsevolod Petrov : « Et nous aussi, frères, gouvernerons chez nous ».
Convoqué le 5 juillet et interrogé jusqu'au 14 par la Gestapo, Stepan Bandera est retenu à Berlin avec Yaroslav Stetsko qui l'a rejoint le 12 après avoir échappé à un attentat. La Gestapo et l'Abwehr se disputent les services de l'OUN, le premier pour des opérations de basse police dans le Reichskommissariat Ukraine, le second pour une infiltration derrière les lignes soviétiques. Les deux dirigeants de l'OUN soumettent à l'OKW comme au RSHA des projets de collaboration mais, internés dès le 15 septembre à la suite de l'assassinat de deux de leurs rivaux de l'OUN-m, ils perdront la partie définitivement avec la dénonciation le 25 novembre d'un complot indépendantiste dont ils sont tenus pour responsables.
Dès le mois de juillet, l'annonce du rattachement au 1er août, quoique dans une situation militaire encore incertaine, de la Galicie au Gouvernement général de Pologne a annihilé les espoirs d'une Ukraine indépendante et suscité des désertions dans le bataillon Nachtigall.

#### Virée meurtrière vers l'est et désarmement (7-30 juillet 1941)
Nachtigall, parti de Lemberg le 7 juillet au matin toujours sous le commandement du chef de bataillon Roman Choukhevytch et de son officier de liaison Theodor Oberländer, suit l'Einsatzkommando 6 du SS-Sturmbannführer Erhard Kroeger et l'Einsatzkommando 4b du SS-Standartenführer Günther Herrmann. À Zborov, puis Ternopil, les mêmes scènes de charniers et de pogroms encadrés se répètent. Dans cette dernière ville, cinq cents Juifs sont amenés au cimetière chrétien et « sacrifiés » au-dessus des tombes, certains décapités à coup de pelle.

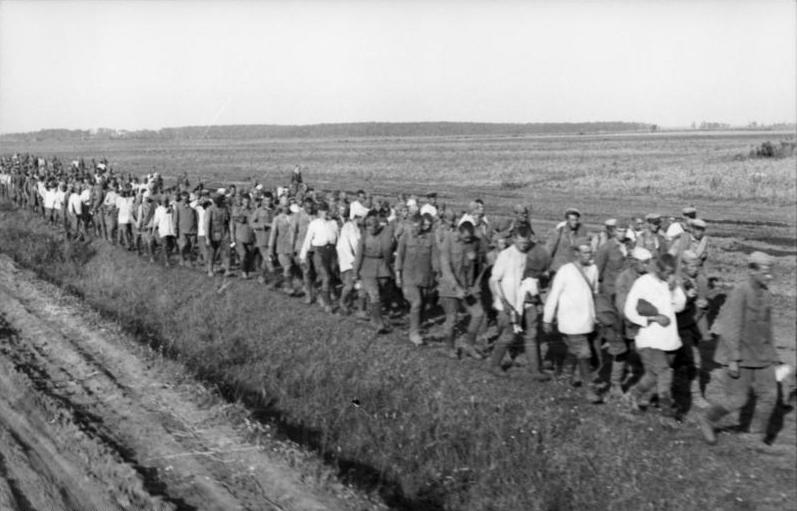
Colonne de prisonniers évacuant la zone de Lemberg vers des stalags tels ceux de Sanok ou de Rawa Ruska.
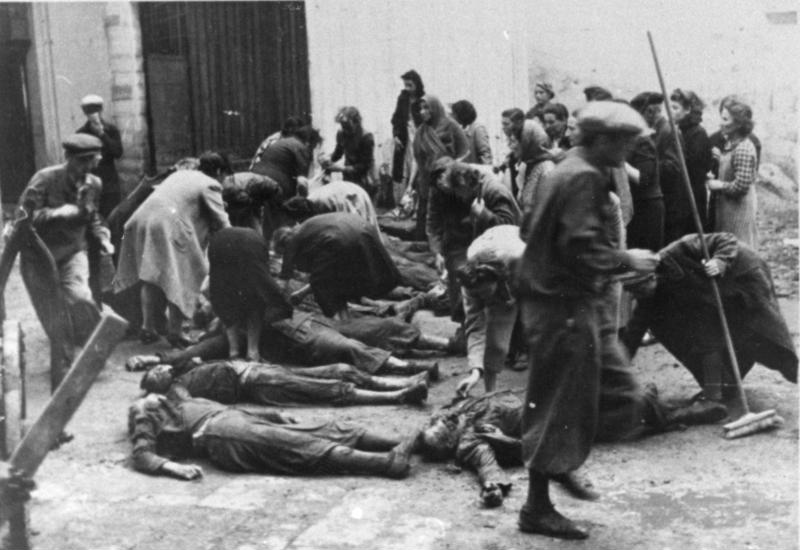
Identification des vitimes du NKVD dans la cour de la prison de Ternopil le 10 juillet 1941.
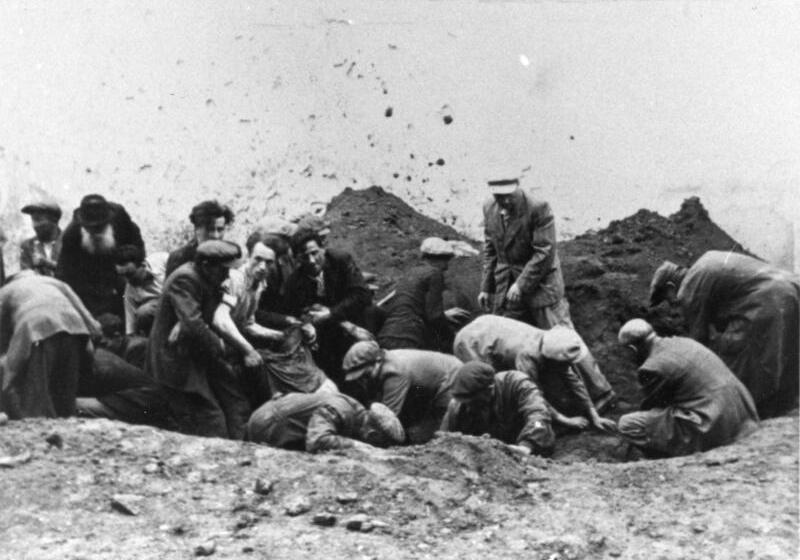
Charnier du NKVD découvert à Ternopil le 10 juillet 1941.
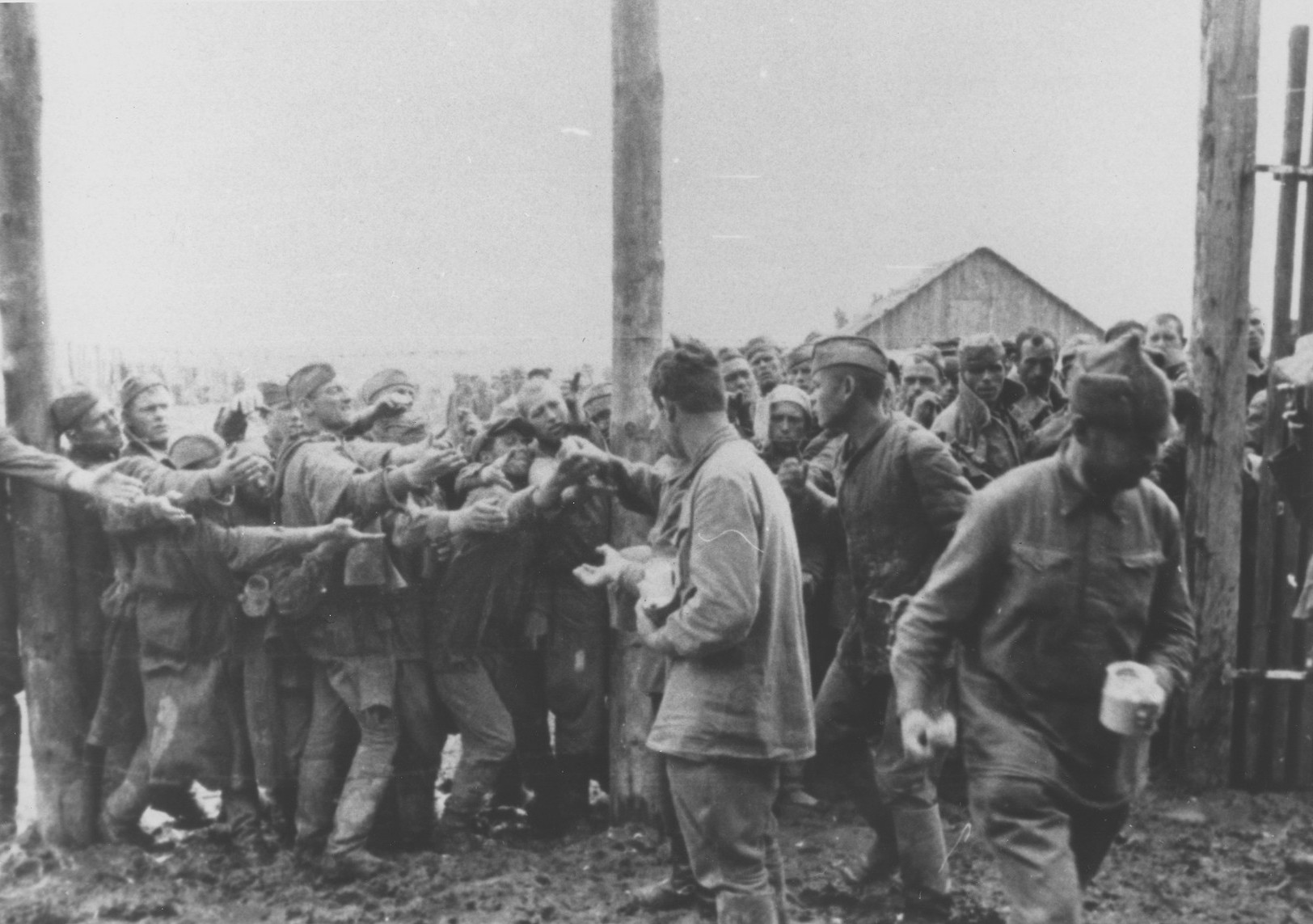
Camp de KG soviétiques à Vinnytsia le 28 juillet 1941. Certains construiront le Werwolf. 2,8 millions mourront en huit mois, de typhus ou de faim, des actes de cannibalisme étant signalés[45].

En Podolie, le bataillon est en première ligne le 15 juillet pour donner un coup d'arrêt à la contre-offensive soviétique qui ouvre la bataille d'Oumane. Dans Vinnytsia conquise le 17 commence la « shoah par balles ». Vingt-huit mille Juifs y seront fusillés au-dessus de fosses communes par les hommes de l'Einsatzgruppe C puis D.
Quand les premiers reprennent leur marche vers l'est pour franchir à la mi août la rivière Bleue dans les Hauts du Dniepr (uk), le bataillon Nachtigall reste à Vinnytsia, où l'amiral Canaris mène une enquête sur les désertions. Celui-ci décide le 30 juillet de rapatrier l'unité à Cracovie et la désarmer.

### Capitaine dans la Schuma (1941-1942)

#### Auxiliaire de la solution finale en Galicie et Podolie (août 1941 - février 1942)

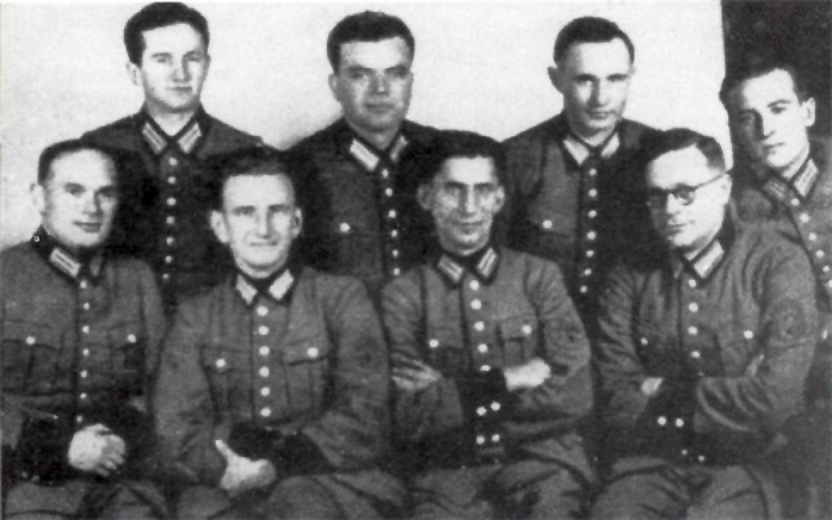
Roman Choukhevytch, deuxième à gauche au premier rang,
capitaine au 201e Schutzmannschaft.

Le 15 août, le bataillon Nachtigall est reversé au Schutzmannschaft, dont le commandement supérieur appartient à la Waffen-SS. L'uniforme de la Wehrmacht est troqué pour celui de la gendarmerie polonaise. Roman Choukhevytch y prend le poste de capitaine de la première compagnie du 201e bataillon que commande le major polonais Eugène Pobihuchtchy sous le contrôle d'un officier de liaison du SD, Wilhelm Mocha.

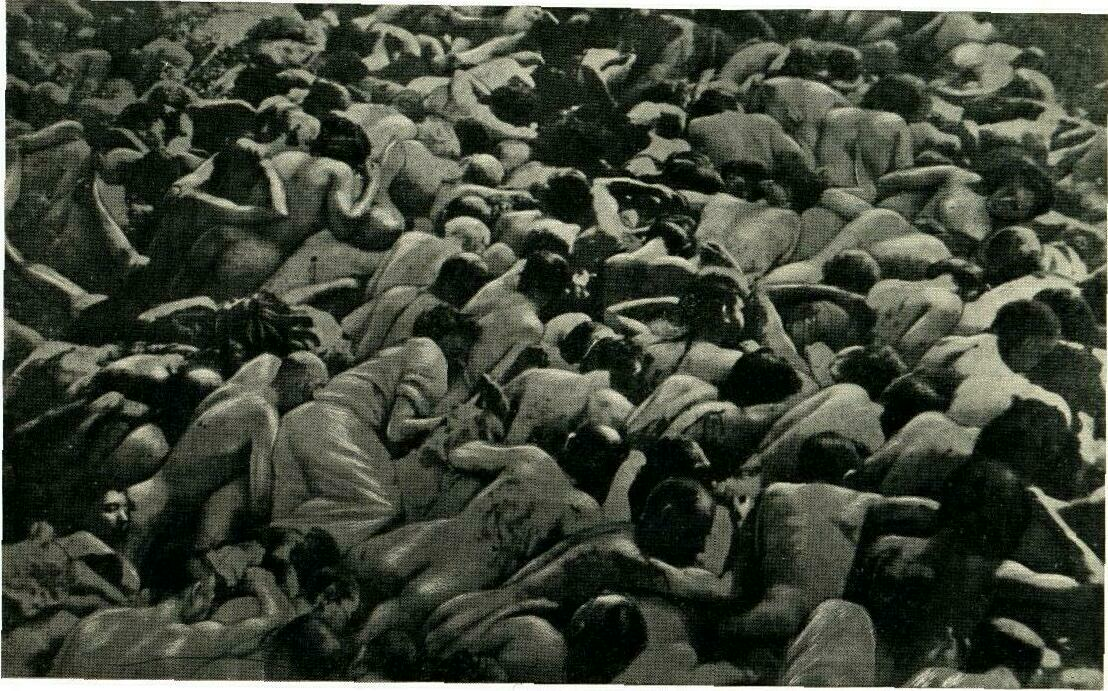
Massacre raciste près de Zolochiv (septembre 1941?). Le futur prix Nobel de chimie Roald Hoffmann, caché avec sa mère par des voisins quinze mois durant à partir de janvier 1943, en réchappe.

Une semaine plus tard, cette compagnie est engagée avec l'ensemble du bataillon dans une campagne contre les populations civiles ashkénazes à travers les villes de Zolochiv, Ternopil et Vinnytsia. Par exemple, la troisième compagnie mentionne dans son rapport avoir exterminé « tous les Juifs » de trois villages autour de Vinnytsia « à coup de feu et de strichnine ». Contrairement à ce qui passera plus à l'est où les Ukrainiens se montreront passifs, les plus grandes violences, cela dès fin juin c'est-à-dire le tout début de l'opération Barbarossa, sont commises par la population galicienne elle-même, guidée par quelque notable, armée de gourdins, faux, haches, brûlant les synagogues, violant les femmes, tuant parfois les enfants. Ces armes, brandies entre deux rangs serrés où défilent les victimes, servent au même « supplice des piques ». L'armée allemande exige la présence de militaires ukrainiens et reste en retrait, présente une fois sur deux en moyenne, sauf à Zolochiv, où le massacre est industriel.

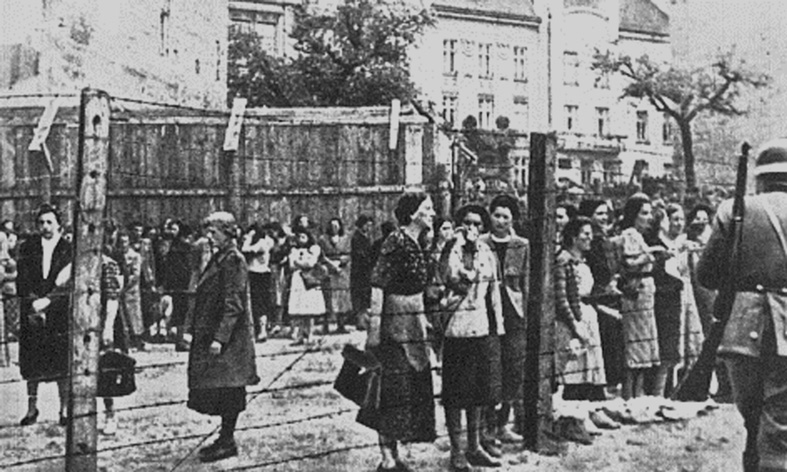
Le Ghetto de Lemberg, ouvert le 8 novembre 1941, se remplit pendant que le 201e bataillon ravage la campagne.

L'effet recherché est obtenu. Les Juifs pourchassés, la plupart des réfugiés de Pologne, s'enfuient dans Lemberg et dans Ternopil. En novembre, ils seront près de deux cent mille à être enfermés dans le Ghetto de Lemberg ou le camp de travail de Janowska. Leur déportation de la gare Kléparoff vers le camp d'extermination de Belzec, à quatre-vingt-dix kilomètres au nord ouest, commence le 16 mars 1942 et est un épisode majeur de ce qui sera appelé l'Aktion Reinhard. Un pour mille survivra.
Le ghetto de Ternopil, ouvert dès septembre, connait le même sort, famine, esclavage sexuel, déportation.
Fin septembre, alors que Stepan Bandera et Yaroslav Stetsko sont retenus, dans des conditions privilégiées, à Sachsenhausen à cause de leurs velléités indépendantistes, le Kompanieführer Choukhevytch est à Jitomir, où il sollicite l'envoi de sa compagnie derrière les lignes ennemies. À la fin du mois, il est à Kiev pour présenter son plan à l'état-major, qui répugne à confier une telle tâche à des auxiliaires mais qui, durant le massacre de Babi Yar commencé le 29 septembre, se décharge sur des volontaires ukrainiens appelés à intégrer la Schutzmannschaft pour exécuter les femmes et les enfants et ainsi épargner ce crime aux soldats de la Wehrmacht. Un certain nombre de ceux-ci, ont réagi en effet par un effondrement moral.
Le 21 octobre, l'ex bataillon Nachtigall est renvoyé une seconde fois à l'arrière, mais cette fois ci à Francfort-sur-l'Oder, avec l'ex Bataillon Roland pour une formation complémentaire. Fin novembre, six cent cinquante soldats se réengagent pour une année dans le bataillon par un serment personnel au Führer.

#### Opération anti partisans en Biélorussie (mars 1942 - décembre 1942)

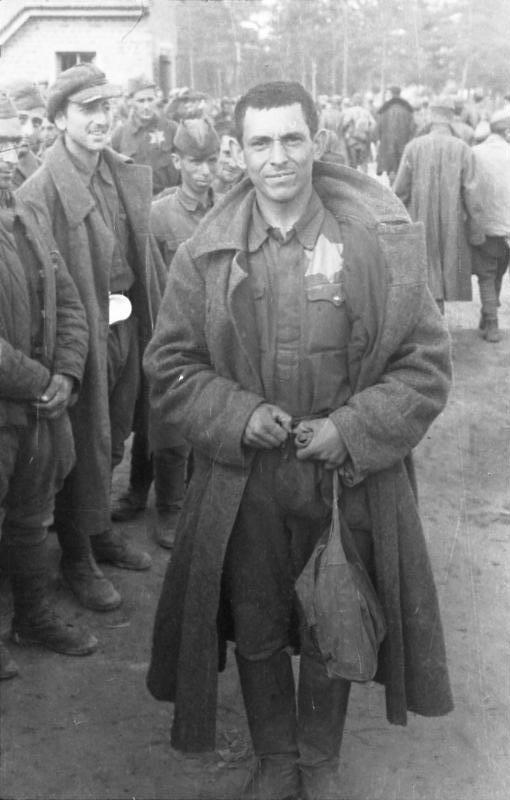
Photographie d'un KG prise en août 41 par une Propagandakompanie identifiant Juif et partisan, nouvelle déclinaison de la propagande anti « russophiles » de l'OUN.

Le 19 mars 1942, le 201e bataillon est engagé au nord est de la Biélorussie dans une opération anti partisans (en). Arrivé le 22 à Minsk, il repart pour Lepel, en arrière de la contre offensive Hannovre (en), qui se conclura par la « boucherie de Rjev ». Plus à l'ouest, dans le Reichskommissariat Ostland, c'est-à-dire en dehors de la zone des combats, se déroule en parallèle l'opération Fièvre jaune (de) sous la conduite de Erich von dem Bach-Zelewski. Prélude à l'opération Magie de l'hiver, le 201e accomplit, dans un triangle Moghilev, Vitebsk, Lepel bouchant le couloir de Vitebsk par où est infiltré le front, une mission de neuf mois d'assistance (sécurité et liaisons) des Einsatzgruppe et de participation à l'extermination des Juifs et des partisans biélorusses. Le FPO étant issu des rangs du Bund dans le ghetto de Vilnius, très souvent les premiers sont fallacieusement dénoncés dans la catégorie des seconds : « Là où est le partisan, là est le Juif, et là où est le Juif, est le partisan. ».
À Lemberg, Nathalie, la femme de Roman Choukhevytch, héberge chez elle, de septembre 1942 à février 1943, une petite fille juive de sept ans, Irène Raichenberg (uk), cadette de leurs voisins, marchands de vêtements. Son aînée avait été abattue dans la rue.
À l'utilisation du bataillon dans les crimes de guerre fait suite un refus de réengagement des soldats. Leur capitaine est mis aux arrêts le 1er décembre 1942, lendemain du terme de son engagement et de celui de ses hommes. Après une évasion meurtrière de sa prison de Lemberg, Roman Choukhevytch rejoint en janvier 1943 l'OUN-sd, branche militaire fondée le 14 octobre 1942. Sa femme, refusant de révéler à la Gestapo la cache de son mari, est incarcérée de février à avril, jusqu'à ce qu'un colonel ami la fasse libérer. Irène Raichenberg (uk) est conduite à l'orphelinat d'un monastère basilien des environs de Koulikoff (uk), où l'abbé grécocatholique la gardera cachée jusqu'à la fin de la guerre.

### La lutte armée pour un rêve d'indépendance

#### Le ralliement à l'UPA contre l'occupant allemand (début 1943)

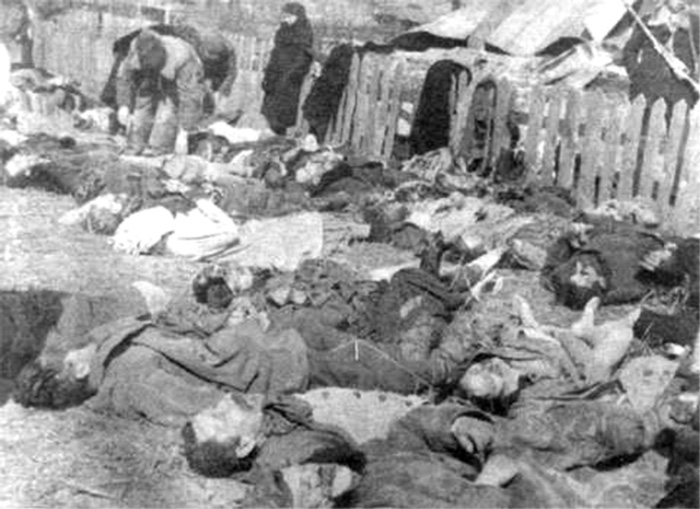
Civils polonais massacrés le 26 mars 1943 à Lipniki près de Kostopil par l'OUN assistée par les métayers « noirs ».

En février 1943, l'OUN-sd tient sa troisième réunion secrète et définit son plan de guerre, « ni Hitler ni Staline (uk) ». Avec la bataille de Stalingrad et le début de la défaite allemande, elle bénéficie de l'afflux de jeunes fuyant leur réquisition forcée comme travailleurs en Allemagne. Le 20 mars, Stepan Bandera lance aux auxiliaires de polices ukrainiens, l'UP, un appel à déserter avec leurs armes. C'est le « dérangement vers la forêt » : refusant de continuer contre les nationaux et aux côtés de Polonais de mettre en œuvre la politique de répression, dix mille membres de l'UP prennent le maquis pour échapper aux sanctions. Ils constitueront les éléments aguerris.
En avril, l'OUN-sd intègre celles des unités dispersées de francs-tireurs de l'OUN-b qui ne rallient pas les rangs de la Division SS Galicie créée le 28 du même mois. Pour se laver de toute idéologie et s'ouvrir à l'ensemble de la population, elle est renommée UPA, Armée insurrectionnelle ukrainienne. Sous la direction générale du colonel Dmytro Klyachkivsky (en) alias Okhrim, sont séparés une section politique, confiée à Iakiv Busel, alias Roman Halyna, et un service de sécurité, SB (en), confié à Vasil Makar, alias Bezridnyi. La section militaire reste dirigée par le lieutenant Vasyl Ivakhiv, dit Som ou Sonar, mais le 13 mai 1943 celui-ci est tué avec son état-major, le lieutenant Yuliyan Kovalskyi, alias Marpun, et le sous-lieutenant Semen Sniadetskyi, alias Sirko, à Tcherniche près de Kolky au cours d'une escarmouche avec la Wehrmacht.

#### Second en chef dans la guerre civile contre les Polonais de Ruthénie (juin 1943-1944)

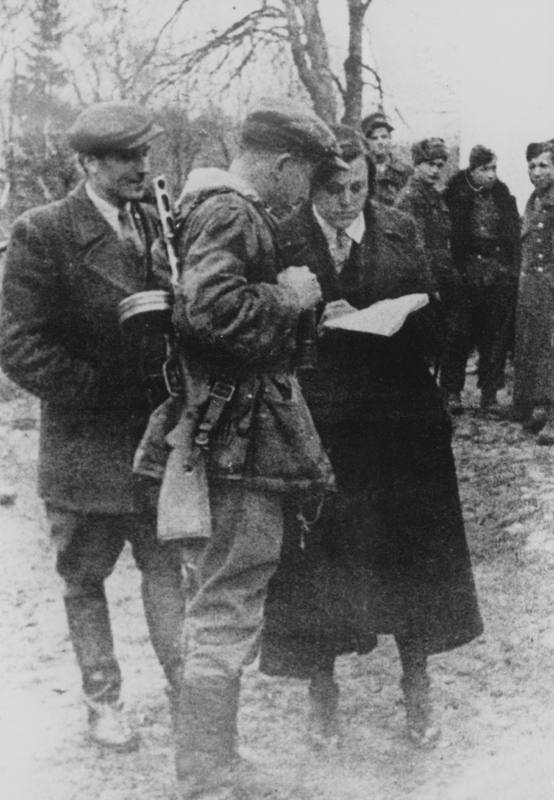
De gauche à droite, Roman Choukhevytch, Dmitro Hritzaï et Catherine Lagouch, dite « Le glapissement », à Boudiérage en novembre 1943.

Roman Choukhevytch est appelé au nouvel état major. Les massacres de Volhynie et Galicie orientale, commencés le 13 novembre 1942, culminent en juillet 1943 sous le commandement direct du colonel Kłym Sawur (en). La guerre civile implique également des groupes paysans d'autodéfense (Samoobronni Kouchtchovi Viadidy), des bandes de policiers de l'UP démobilisés, les melnykistes, l'UPA de Polésie dirigée par dirige Taras Borovets et renommée UNRA en juillet, les partisans soviétiques de Rivne et Jytomyr commandés respectivement par Volodymyr Behma et Oleksandr Saburov, l'AK fidèle au gouvernement polonais en exil.
En août 1943 à Halytch, la troisième assemblée générale extraordinaire de l'OUN relève Mykola Lebed de la direction du « bureau militaire ». Roman Choukhevytch, adoptant le nom de guerre Le grand tour (Майор Тур), lui succède à partir du 25 août 1943 dans la supervision des opérations sous la direction d'un chef d'état-major transfuge du sitch de Polésie, Léonide Stoupnitsky (uk), alias Honcharenko. Son premier succès est la reddition en septembre de Taras Borovets à Kremenets et Vladimir et le ralliement des troupes de celui-ci.
En novembre 1943, dans l'objectif d'un soulèvement général en URSS, il participe, avec des représentants des minorités du Caucase, du Turkestan, de l'Oural et de Sibérie méridionale, à la Première conférence des peuples opprimés d'Europe orientale et d'Asie (uk). Organisée à Boudiérage (uk), village forestier des alentours de Rivne, par l'ingénieur électromécanicien Catherine Miéchko (uk) et son mari, le propagandiste nationaliste Omélian Lagouch (uk) devenu conseiller politique de l'OUN, et présidée par Rastislav Volochine (uk), la conférence aboutit à la constitution du Bloc des nations anti-bolchéviques.

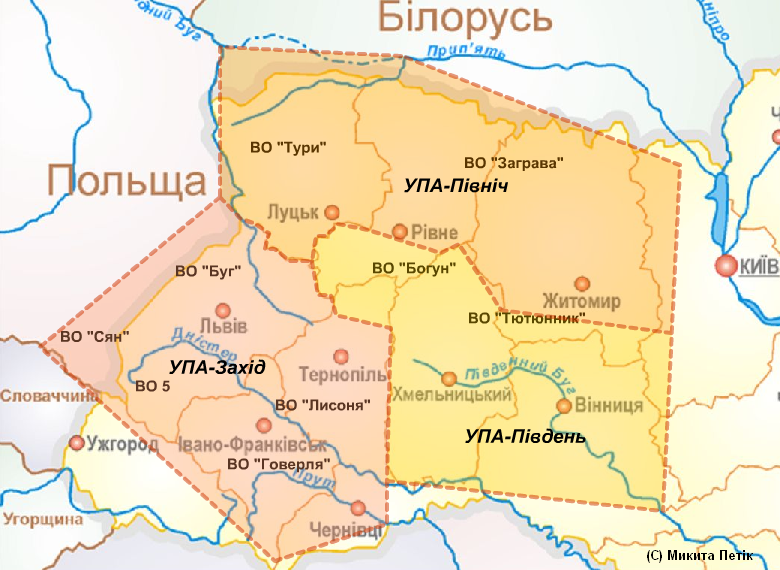
Organisation territoriale de l'UPA en 1944.

À la fin de l'année, l'effectif atteignant, troupes non combattantes incluses, les quinze à vingt mille hommes, Roman Choukhevytch procède à une importante réorganisation de l'armée en trois groupes, ouest, nord et sud. Il fait ouvrir des camps d'entrainement ainsi que des ateliers de réparation des armes prises à l'ennemi et de fabrication de munitions, telles les grenades incendiaires Komar.
Le 23 juillet 1944, le plan Tempête de l'AK provoque le soulèvement de Lwów (en), ville peuplée de Polonais, et son occupation par le NKVD. Le bilan de la guerre civile approche alors les cent mille morts, dix à vingt mille ukrainiens et soixante-cinq à quatre-vingt-cinq mille Polonais et n'a pas épargné les Roumains ni les tziganes. Au mot d'ordre « les Polonais au-delà du San ! », il se solde à la fin de l'année 1944 par l'« épuration ethnique » de trois cent mille Polonais.

#### Chef militaire de l'insurrection contre l'occupation russe (1944-1945)
Au début de l'année 1944, les négociations avec les unités, souvent étrangères, hongroises, tatares, géorgiennes, azéries, etc., de l'armée allemande en retraite, négociations concernant le traitement des civils, la libération de prisonniers, la fourniture de munitions, sont infructueuses. Toutefois Roman Choukhevytch organise des caches de munitions, armes, uniformes, nourritures et fait construire des bunkers souterrains. Des unités de sabotage et de propagande sont constituées dans l'imminence d'une occupation soviétique. Déjà confrontée à des partisans et des commandos russes en 1942 et 1943, l'UPA affronte directement l'Armée rouge dès février 1944. Sarny au nord est tombée le 11 janvier, Ostrih au sud de Rivne le 27, Lutsk le 2 février. Au printemps, le front se forme à une centaine de kilomètres au nord-ouest de Lemberg sur la ligne Kremenets−Kovel annonçant l'offensive Lvov-Sandomierz du 13 juillet.

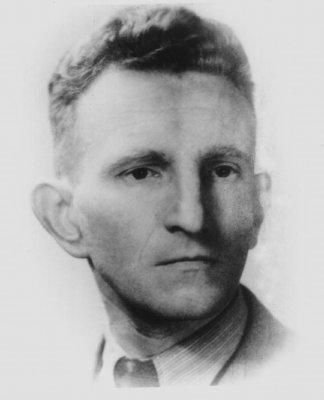
Roman Choukhevytch alias Taras Tchouprynka en 1944, nouveau secrétaire général de l'UHVR. L'image, retouchée par le service de propagande, est à comparer à la photographie du livret militaire prise quatre ans plus tôt qui figure en tête de l'article.

Avant même que l'armée rouge n'entre dans Lemberg, le 27 juillet, Roman Choukhevytch contacte clandestinement différents chefs politiques ukrainiens dans la perspective de les unir dans les négociations de la fin de la guerre. Le 15 juillet 1944, il est élu secrétaire général du nouvel ensemble, l'UHVR (en). Son ambition est de coordonner l'action politique de l'OUN que dirige Stepan Bandera en exil à Munich et l'action militaire de l'UPA en Ukraine même. Celle-ci reçoit le renfort d'éléments de la division SS Galicie qui ont survécu au « chaudron de Brody ».
Roman Choukhevytch est promu lieutenant-colonel à la tête de l'UPA en novembre 1944. La zone insurrectionnelle couvre environ soixante-dix mille kilomètres carrés (superficie comparable à l'ouest de la France parcouru pendant la guerre de Vendée) et se concentre dans la Ruthénie rouge sur le territoire de Prèmisle partagé par la nouvelle frontière soviéto-polonaise, de part et d'autre de celle-ci. Nikita Khrouchtchev, secrétaire général du Parti communiste d'Ukraine, rétablit la conscription mais, devant le grand nombre de désertions et de ralliements à l'UPA, il fait appel aux unités combattantes non ukrainiennes du NKVD. Le 15 novembre 1944, il instaure en leur sein même des tribunaux militaires chargés d'organiser les exécutions publiques des soldats de l'UPA faits prisonniers. Il constitue en outre des unités de faux insurgés (en), chargées de commettre des atrocités que, par ce subterfuge, la population attribuera à l'OUN.
En juin 1945, cent soixante-treize « agents spéciaux » soviétiques, seuls ou en binômes, pourchassent Roman Choukhevytch et ses acolytes. Le 17 juillet, sa femme, à laquelle sont régulièrement portés nourriture et argent, est arrêtée dans le village Vyssovisko (uk), où elle vit cachée sous l'identité de veuve de son beau-frère. Elle est internée à Drohobytch puis à  Lviv, où elle restera détenue sans procès. Ses deux enfants de cinq et douze ans sont placés dans un orphelinat de Donetsk, alors appelé Tchernobyl. Le 5 juillet 1946, ce sera au tour de la mère de celui-ci. Elle est condamnée au goulag à Aktioubé au Kazakhstan et mourra le 30 juin 1956 dans le Djamboul.

#### Résistant traqué par le NKVD, soutenu par le MI6 et la CIA (1946-1950)

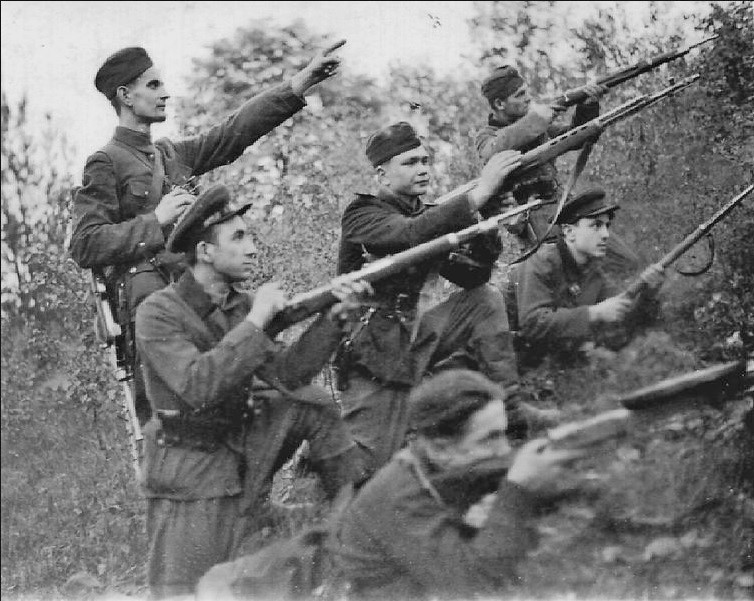
Entrainement d'une section de l'UPA vers 1947 à Sourage au sud de Rivne.

En mai 1946, cent dix mille huit cent vingt-cinq membres de l'UPA ont été tués et deux cent cinquante mille six cent soixante-seize, peut-être plus, capturés depuis le début de l'année 1944. Ces chiffres respectifs doubleront jusqu'en 1952.

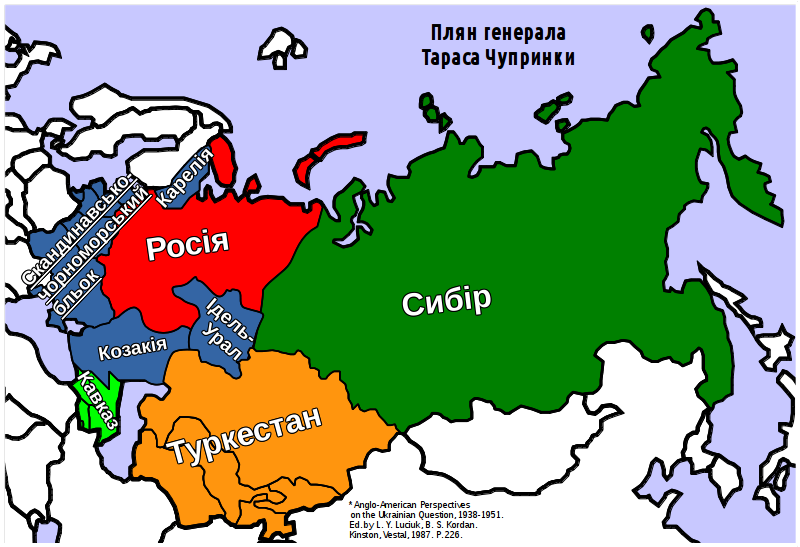
Plan de démantèlement de l'URSS soumis par Roman Choukhevytch au MI6 en 1949. Conçue au sein de l'ABN, est reprise l'idée d'un « bloc scandinavopontique ».

Face à cette situation perdue d'avance, toute la fonction militaire de l'UHVR (en) est confiée au cours de l'année 1946 à Roman Choukhevytch avec le titre de brigadier général. L'opération est financée par les services secrets britanniques. Roman Choukhevytch est chargé de conduire la résistance armée à l'Union soviétique avec le soutien, parcimonieux, du MI6 et de la CIA, soutien d'autant plus inefficace que le secret est livré au KGB par l'espion Kim Philby. La section spéciale SB (en), désormais dirigée par Mykola Lebed, assure la liaison avec les services secrets américains. Un grand nombre de combattants nationalistes se retrouvent dans les armées américaine et britannique, en particulier au Canada.
La femme de Roman Choukhevytch, toujours détenue à  Lviv, fait l'objet, du 27 avril au 17 mai 1947, d'une simulation d'évasion rocambolesque pour essayer d'obtenir des renseignements et piéger son mari. Le 16 juillet, elle est condamnée à Kiev à dix ans d'emprisonnement (clochardisée par sa libération, elle sera prise en charge par sa fille à partir de 1963).
Les derniers affrontements directs se déroulent en 1948 dans les Beskides aux alentours de Bieszczady, de l'autre côté de la frontière polonaise. C'est l'année où son père, veuf depuis neuf ans et handicapé, meurt à son domicile de  Lviv.
Lui-même est tué les armes à la main par des agents du MVD deux ans plus tard dans son quartier général de Bilohorcha (uk), au-delà des bois qui sont à l'ouest de  Lviv. Lui succède à son poste son lieutenant pour la région de Dnipropetrovsk, Vasyl Kuk (en), figure tutélaire revendiquée par le président Viktor Iouchtchenko, lui-même ancien éclaireur membre des confréries plastiennes.

## Célébration

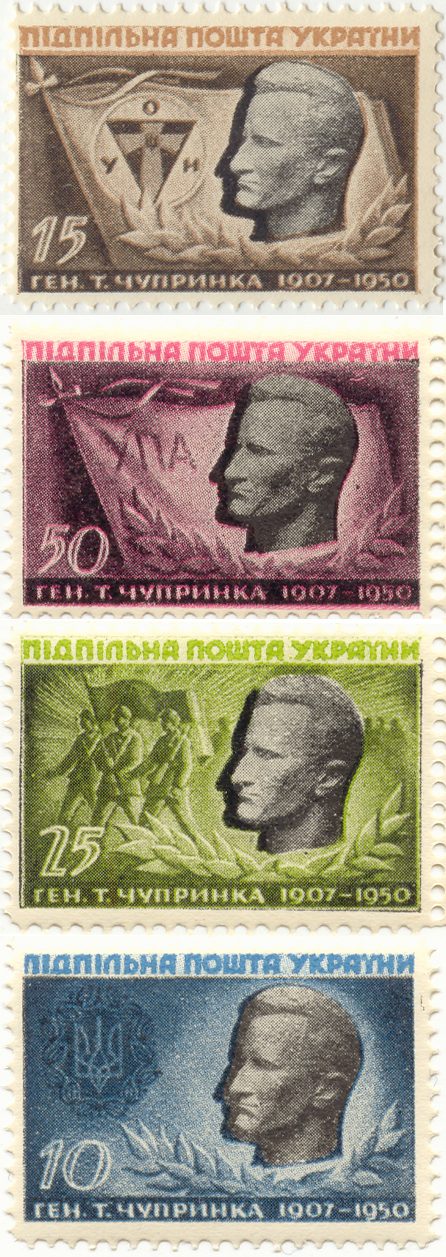
Timbres postaux à l'effigie de Roman Choukhevytch.
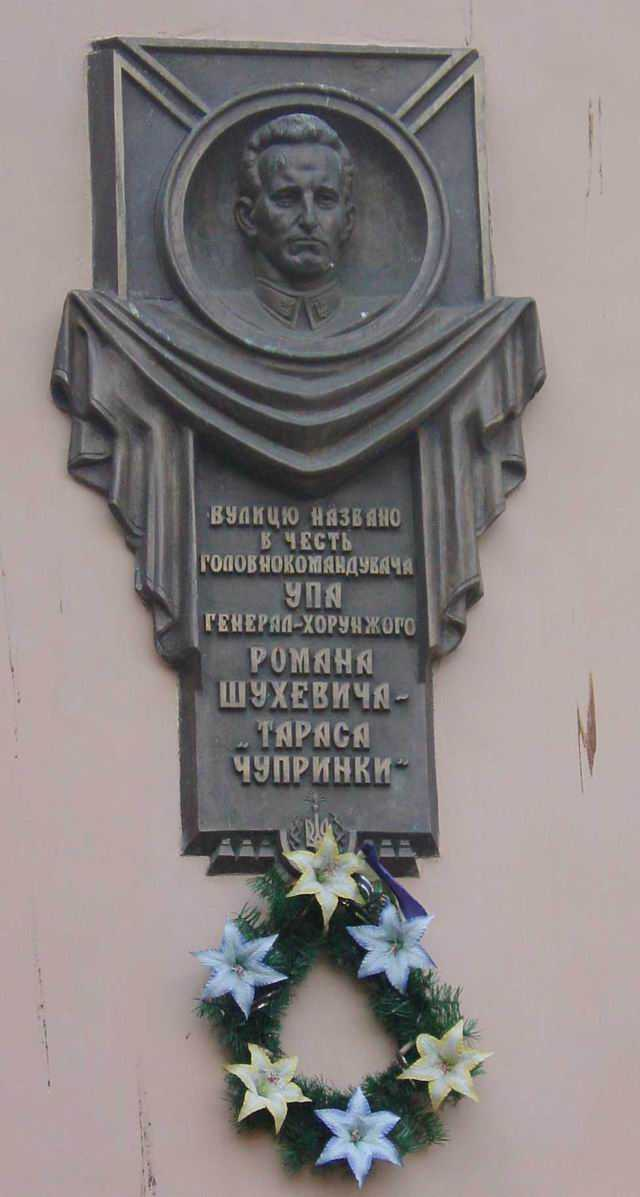
Plaque commémorative de Taras Tchouprynka en septembre 2003 dans la rue du même nom, à Lviv, là même où se trouve l'école polonaise[83].
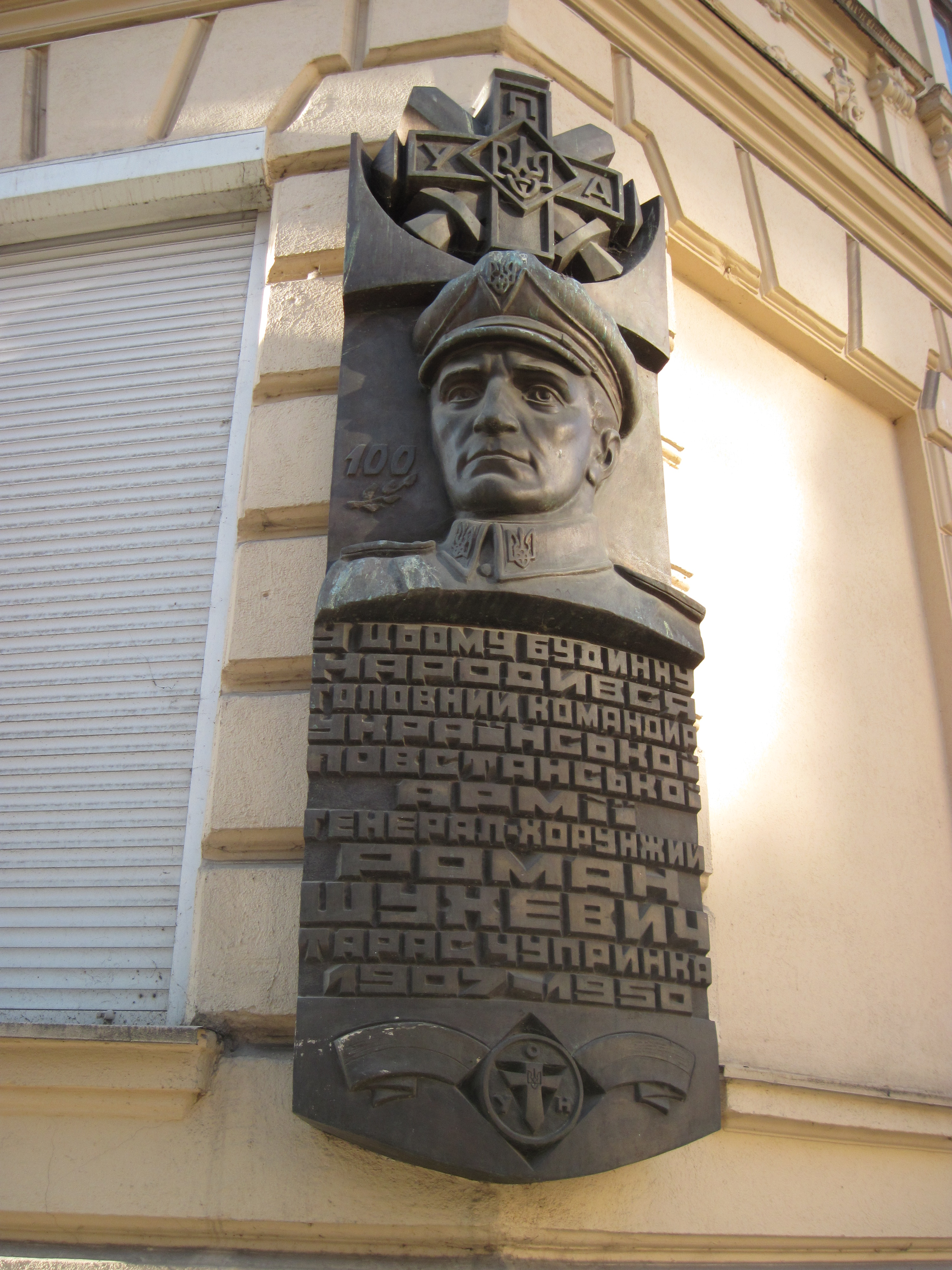
Plaque commémorative à Lviv à l'angle des rues (uk) Krivonosse et Dovbouche.
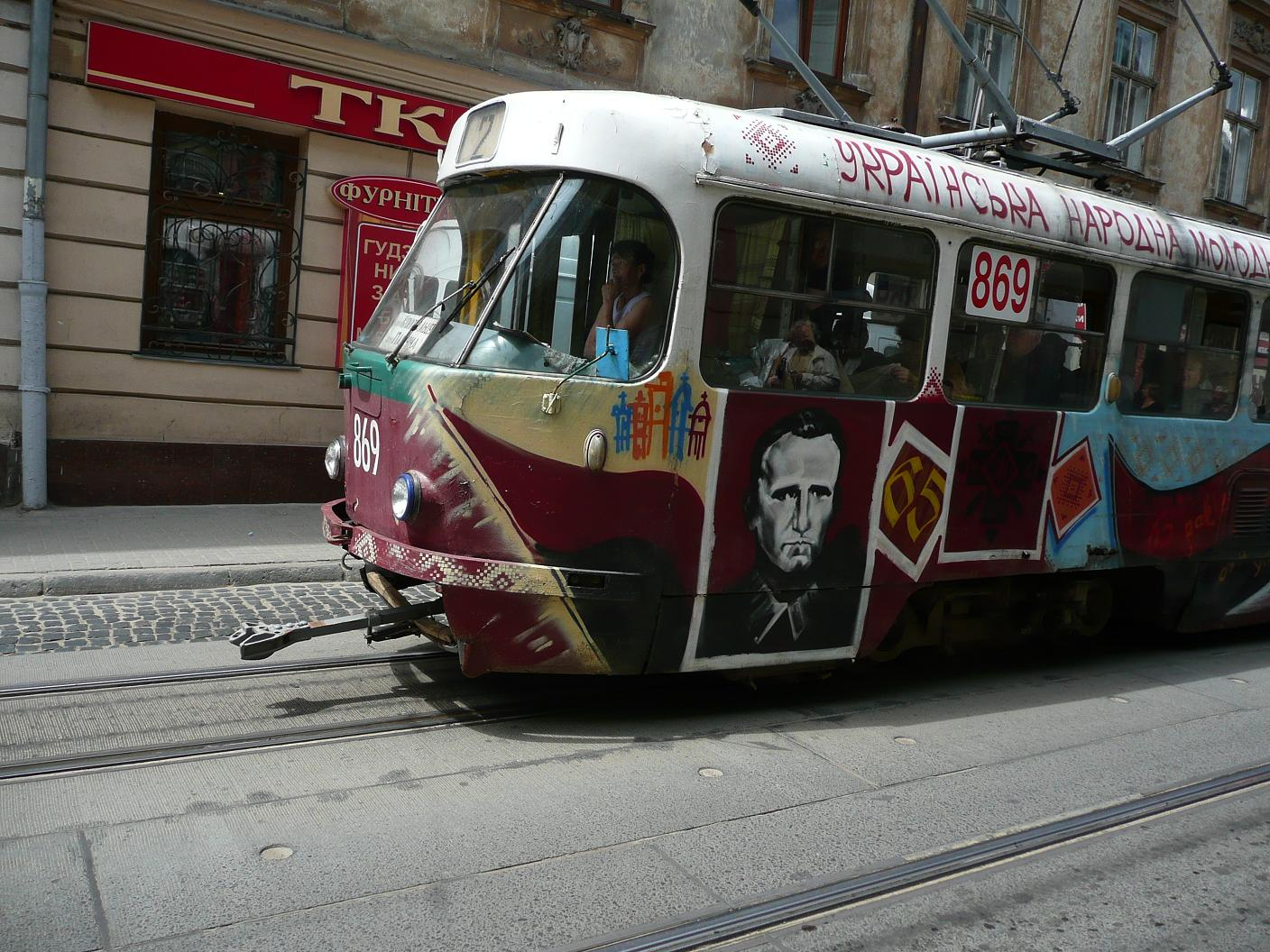
Portrait de Roman Choukhevytch sur le tramway de Lviv en 2008.
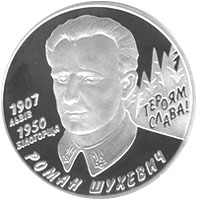
Pièce de cinq hryvnias frappée en 2000 pour le cinquantième anniversaire de la mort de Roman Choukhevytch.

### Par la diaspora ukrainienne
Un film américano-ukrainien réalisé en 2000 par Oles Yanchuk (pl), The Undefeated (Neskoreny), s'inspire de la vie de Roman Choukhevytch. Le rôle principal est interprété par un acteur ukraino-canadien, Gregory Hlady.

### Culte néonazi rémanent (1991-2007)

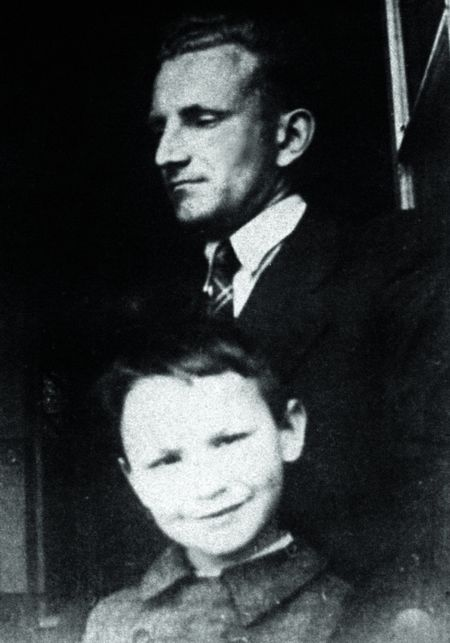
Youriy Choukhevytch, ici âgé de sept ans et demi, continuateur de son père et fondateur en 1991 du groupe paramilitaire UNSO.

Drapeau de l'UNSO.

En 1991, l'Ukraine devenue indépendante, le fils de Roman Choukhevytch, Youriy (uk), âgé de cinquante huit ans, est élu à la présidence de l'UNA. C'est un mouvement politique qui prône le biologisme, de Dmytro Dontsov inspiré par un Karl Marx revu par Charles Maurras et Vilfredo Pareto. Il y fonde une milice paramilitaire, l'UNSO. En désaccord sur l'implication de cette milice dans les conflits étrangers, en particulier aux côtés de ceux des Tchéchènes musulmans d'Itchkérie qui rendront la pareille en 2014 en constituant le bataillon Doudaïev en soutien au bataillon Donbass en guerre contre la république sécessionniste de Donetsk puis la Nouvelle Russie, il démissionne en 1994, mais réintégrera le mouvement en 2005.
Le 23 octobre 2001, conformément à une résolution prise le 20 août 1991, le conseil municipal de  Lviv transforme le quartier général clandestin de Bilohorcha (uk), banlieue à huit kilomètres à l'ouest du centre de  Lviv où est mort Roman Choukhevytch, en musée. Une statue de Roman Choukhevytch y sera dressée face à l'entrée le 5 mars 2009.
En juillet 2004, Oleh Tyahnybok, disciple de Dontsov et ancien président de la fraternité étudiante de Lviv nouvellement élu à la direction du Parti Social-Nationaliste d'Ukraine, commémore au Yavoryna (uk), mont des Carpathes, les combattants de l’UPA, dont le général était Roman Choukhevytch, en déclarant devant le mémorial de Fédor Poliéoviy (uk) « Ils se sont tenus prêts et ont combattu contre les sales Moscovites, Allemands, Juifs et autres ordures qui voulaient reprendre notre État ukrainien ! Et il faut rendre l’Ukraine aux Ukrainiens ! (...) Ces hommes jeunes, et vous, dont les cheveux grisonnent, formez la combinaison même que la mafia judéomoscovite au pouvoir en Ukraine craint le plus. ».
En 2006, aux termes d'années de préparatifs, le député de Marioupol et industriel Vladimir Boïko (uk) commémore, déguisés sous leurs noms ukrainiens, le bataillon Nachtigall et la division SS Galicie par une exposition intitulée La Lutte des ukrainiens pour la libération et l'indépendance qui gomme soigneusement les indices de collaboration avec les nazis et inaugure un processus d'officialisation de la figure nationale de Roman Choukhevytch honorée par différents élus municipaux dès les années précédant l'indépendance ukrainienne de 1991.
En 2007, un monument aux morts du bataillon Nachtigall, que dirigeait Roman Choukhevytch, et de la division SS Galicie, sans mention du nom de ces unités, est inauguré à Lviv au-dessus du cimetière Lychakiv, celui-là même qui est consacré aux habitants ayant défendu la ville polonaise en 1918 et 1919 contre les indépendantistes.

### Héros de l'Ukraine controversé (2007-2008)

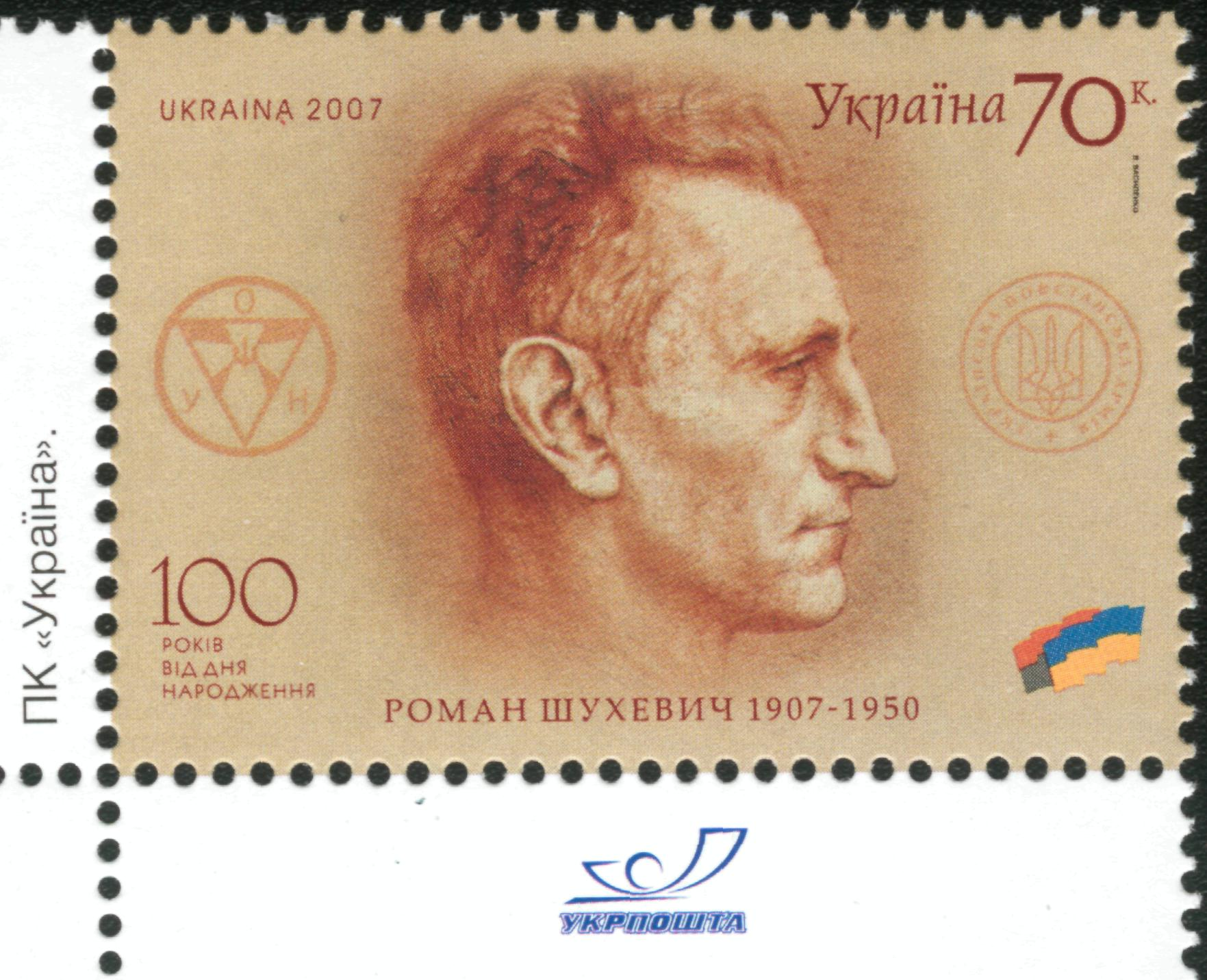
Timbre postal de 2007.

La célébration programmée du centième anniversaire de la naissance de Taras Tchouprynka provoque à Kiev des protestations dès le 30 juin 2007. Roman Choukhevytch est alors présenté par de nombreux historiens ukrainiens, allemands, américains et canadiens comme un résistant aux deux totalitarismes, nazisme comme communisme, et tout point de vue différent comme de la « propagande juive » distillée par des « ukraïnophobes », le dénigrement raciste à l'encontre des Ukrainiens étant réel. L'exposition Liberté et Ukraine - Le mémorial de Roman Choukhévytch attire autour du Musée d'histoire de Lviv des vendeurs de rue offrant insignes de l'OUN, littérature antisémite, objets nazis. La municipalité de Loutsk rebaptise la rue Kouzniétsoff rue du général Choukhevytch (uk).

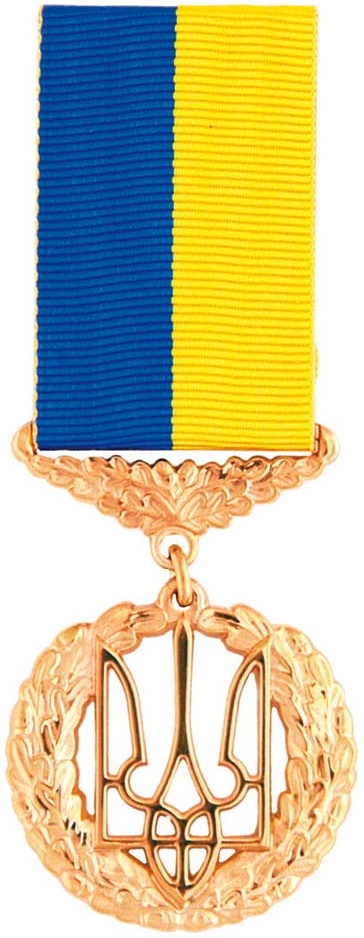
La médaille de Héros de l'Ukraine attribuée en 2007 puis retirée en 2010 à Roman Choukhevytch à titre posthume.

À l'occasion de la commémoration des soixante-cinq ans de l'UPA, le 14 octobre 2007, le Président Iouchtchenko décerne à Roman Choukhevytch le titre de Héros de l'Ukraine, qu'il avait décerné un an plus tôt, le 19 août 2006, au fils de celui-ci, Youriy Choukhevytch (uk), député de l'UNA UNSO. Le centre Simon-Wiesenthal proteste auprès du Conseil de l'Europe. Le Parlement européen attendra trois années pour relayer cette protestation.
En novembre, le président Viktor Iouchtchenko, en visite en Israël, déclare qu'il n'y a aucun fait qui montre que les indépendantistes, dont Roman Choukhevytch, aient participé à des actions punitives, des persécutions et des meurtres de Juifs. Constatant l'absence d'études produites par Yad Vashem, le directeur du Centre d'études du mouvement de liébration de Lviv, Volodymyr Viatrovytch, qui l'accompagne, dénonce, la « légende autour de Nachtigall ».
Aux interrogations de Chaïm Gartner, président des archives de Yad Vashem, le SBU, s'appuyant sans réserve sur une chronique élaborée par l'OUN postérieurement aux faits, répond en février 2008 par la voie de son archiviste Oleksandr Ishchuk que Stepan Bandera et Roman Choukhevytch auraient réprouvé et interdit la participation aux pogroms comme étant des actes organisés par les nazis, des provocations pour compromettre l'OUN, que, quoi qu'il en soit, il n'existe pas de documents attestant d'une participation à des crimes contre l'humanité et que les arguments qui vont dans ce sens, ressortant à l'affaire Oberländer, émanent de la propagande du KGB.

### Figure du nationalisme (2009-2010)
En février 2009, l'ex président de la Rada et futur premier ministre Arsène Iatseniouk, député bucovinois au moralisme grécocatholique affiché qui se trouve être le petit neveu d'un propagandiste missionné en 1944 aux États-Unis par Roman Choukhevytch, Pierre Mirtchouk (en), déclare en conférence de presse regretter de devoir faire différer une proposition de loi conférant le statut d'anciens combattants aux membres de l'OUN et de l'UPA en raison des trop grandes divergences entre l'opinion publique de Galicie orientale et celle du reste de l'Ukraine, restée sous l'influence rémanente de la « propagande soviétique ».
Le 27 janvier 2010, anniversaire de la libération d'Auschwitz qui, à Kiev, résonne avec le souvenir de Babi Yar, le président Iouchtchenko, en campagne électorale, élève Stepan Bandera à son tour au rang des Héros de l'Ukraine. À Babi Yar, les Ukrainiens de la Schutzmannschaft, à laquelle avait appartenu Roman Choukhevytch, étaient chargés du massacre des femmes et des enfants afin d'épargner cette tâche aux soldats allemands et de préserver ainsi le moral de ceux-ci.

### Après l'annulation du titre de Héros (2010-2013)
Le 2 avril 2010, un mois après l'élection de l'ancien premier ministre Viktor Ianoukovytch à la tête de l'état ukrainien, le tribunal administratif de Donetsk casse et annule le décret de l'ex président Viktor Iouchtchenko conférant le titre de héros de l'Ukraine à Stepan Bandera et Roman Choukhevytch en arguant qu'il ne peut l'être, même à titre posthume, qu'à des citoyens de l'état ukrainien et que ce dernier n'existe que depuis 1991, sentence aussitôt confirmée en appel le 21 avril 2010.
Le 9 mai 2011, le parti extrémiste et très minoritaire Svoboda, nouvelle mouture de la formation politique d'Oleh Tyahnybok alliée depuis deux ans au Front national français[source insuffisante] au sein de l'AEMN, provoque des échauffourées dans Lviv durant la commémoration de la victoire sur le Troisième Reich.

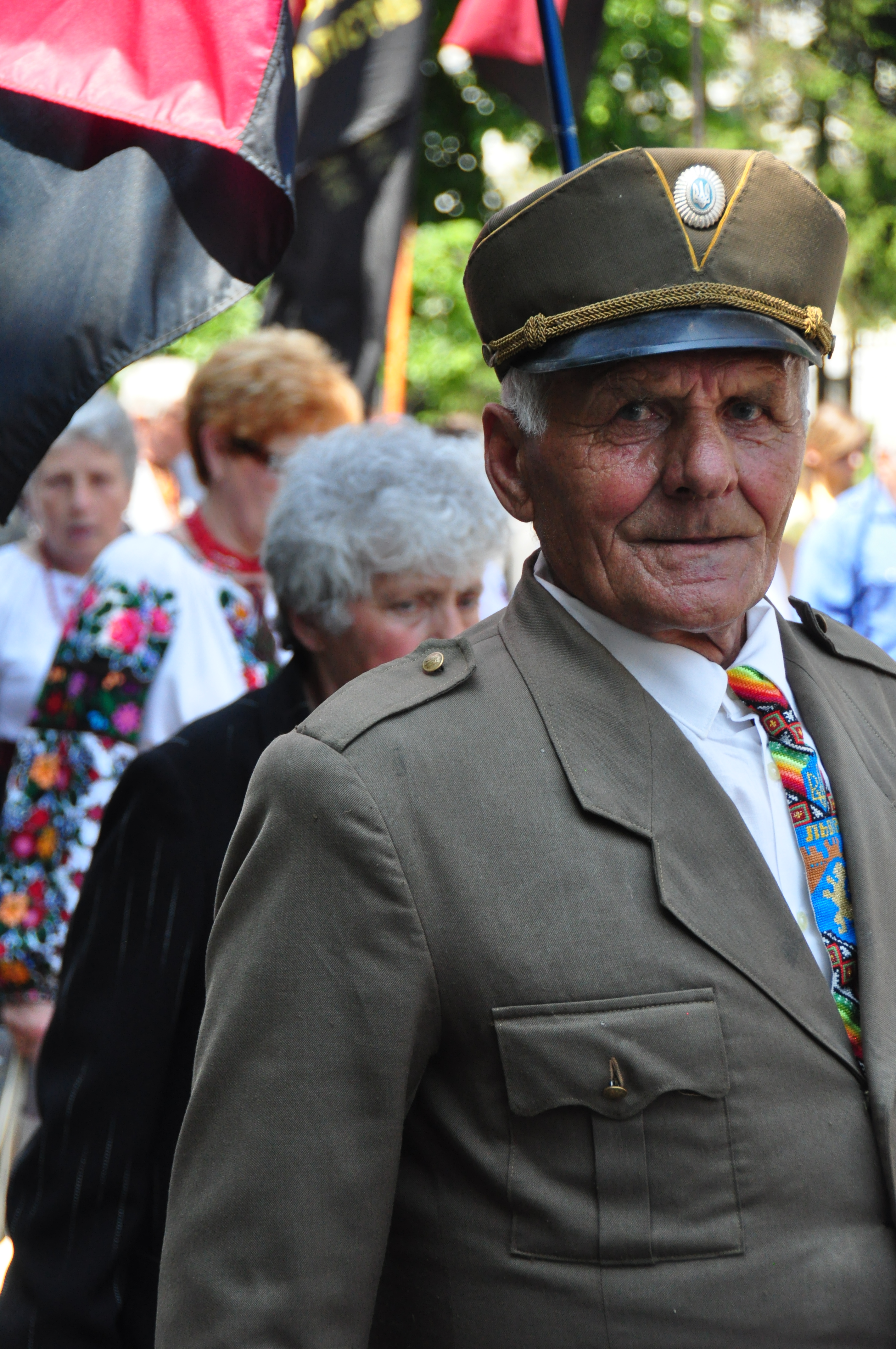
Vétéran défilant sous le drapeau de l'OUN à Lviv en 2011 le Jour des héros commémorant Eugène Konovalets assassiné le 23 mai 1938 à Rotterdam.

Le 4 août 2011, à l'occasion du vingtième anniversaire de l'indépendance de l'Ukraine, le président du conseil régional de Lviv Oleg Pankiévitch (uk) lance le slogan « Bandera, Choukevytch, héros ! ».
En janvier 2014, des membres de Svoboda et de Secteur droit brandissent au milieu de l'Euromaïdan des portraits de Roman Choukhevytch aux côtés de ceux de Stepan Bandera.

### Depuis la sécession du Donbass en 2014

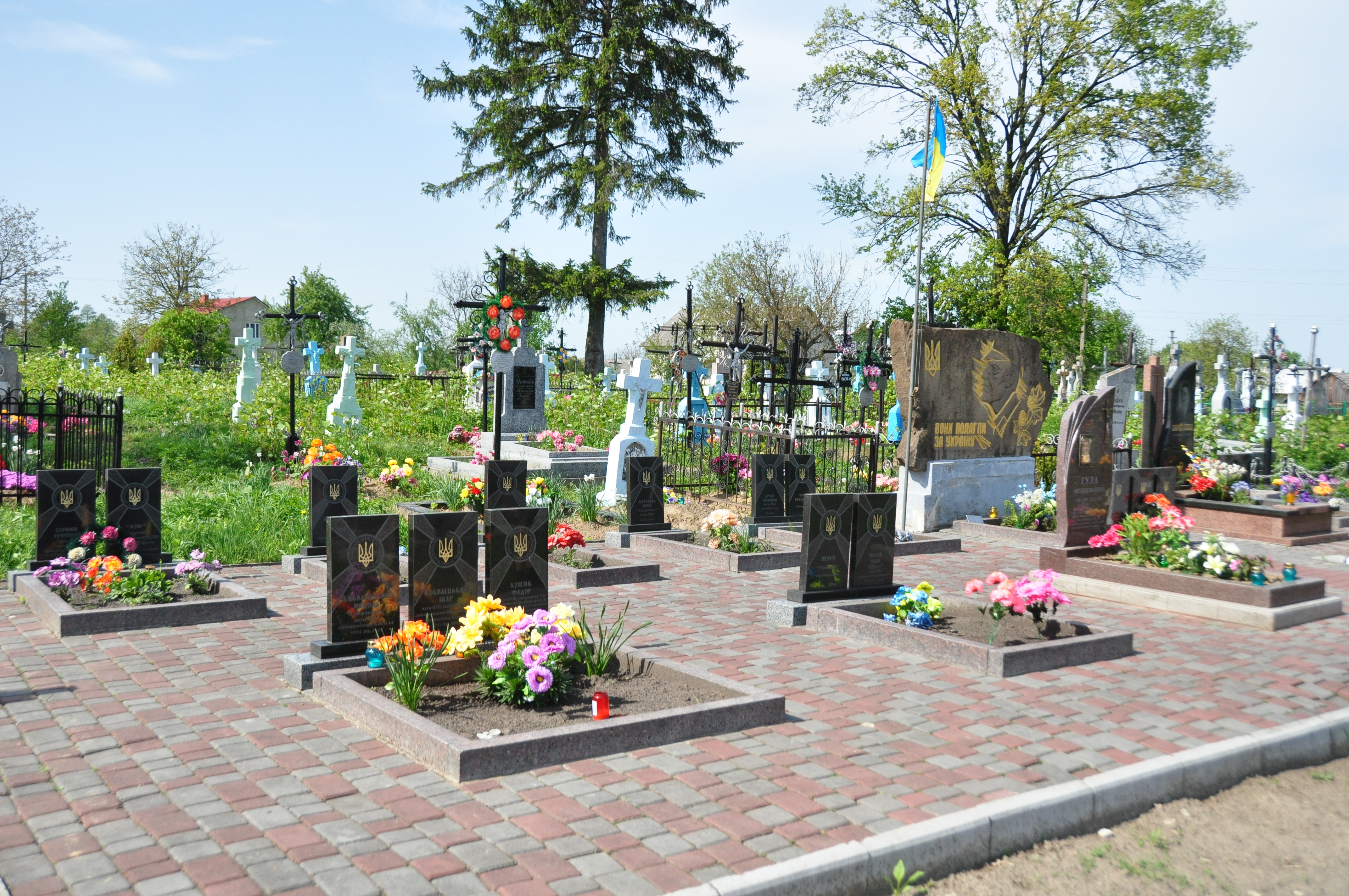
Exemple de mémorial, ici à, à la frontière polonaise dans le canton de Yavoriff, en 2013.

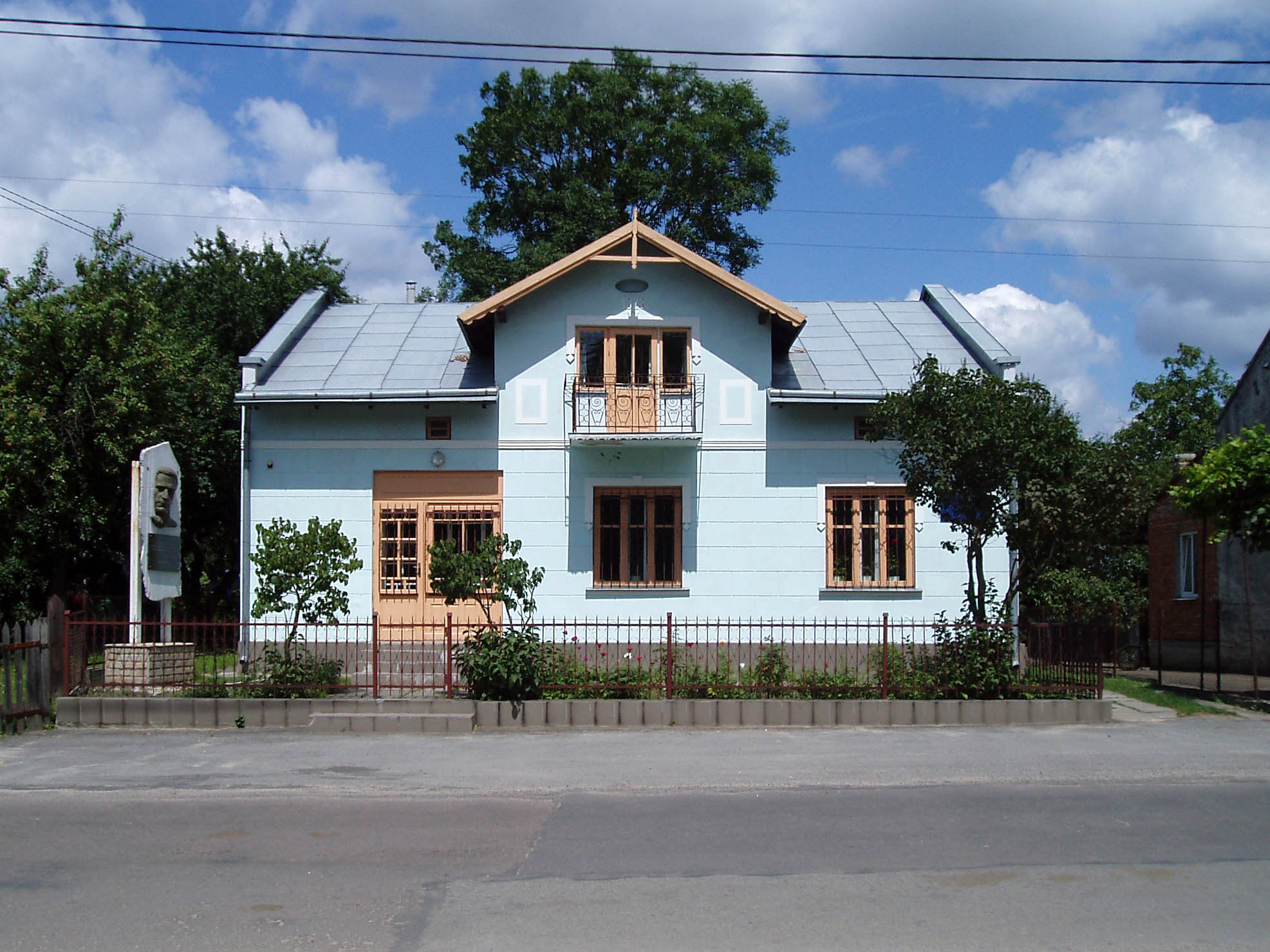
Sa maison mémorial à Lviv.

Le président fait du 14 octobre suivant, soixante douzième anniversaire de la fondation de l'OUN-sd, qui était la branche militaire de l'OUN, le Jour du défenseur de l'Ukraine (uk) en replacement du Jour du défenseur de la patrie, fête de tradition soviétique. En avril 1943, six mois après sa fondation, l'OUN-sd forma le noyau de l'UPA en intégrant nombre de déserteurs de la division SS Galicie, qui avaient donc renoncé à continuer le combat sous l'uniforme nazi. Membre de l'état-major de l'UPA dès juin 1943, durant les massacres de Volhynie, Roman Choukhevytch en deviendra lieutenant-colonel en novembre 1944, durant la dernière résistance au NKVD dans le réduit de la Ruthénie rouge, avant d'être promu brigadier général en 1946, durant l'ultime phase de clandestinité. C'est à ce titre que, par la Loi sur le statut juridique et le respect de la mémoire des combattants pour l'indépendance de l'Ukraine au XXe siècle proposée par son fils Youriy Choukhevytch (uk), adoptée à l'unanimité le 9 avril 2015 et promulguée le 21 mai suivant, Roman Choukkevytch est désormais honoré.

### Sujets connexes
- Collaboration de l'IRA avec l'Abwehr (en)
- La Division Charlemagne
- Robert Jan Verbelen et la SS Flandres